# 武蔵野線
武蔵野線（むさしのせん）は、神奈川県横浜市鶴見区の鶴見駅から東京都府中市の府中本町駅、埼玉県さいたま市南区の南浦和駅を経由し、千葉県船橋市の西船橋駅を結ぶ、東日本旅客鉄道（JR東日本）の鉄道路線（幹線）である。他に、新小平駅 - 国立駅間、新秋津駅 - （西武鉄道）所沢駅間、西浦和駅・武蔵浦和駅 - （別所信号場） - 与野駅間、南流山駅 - 北小金駅・馬橋駅間に支線が存在する（詳細は後述）。全線でJR東日本が第一種鉄道事業者、日本貨物鉄道（JR貨物）が第二種鉄道事業者となっている。
鶴見駅（実質は新鶴見信号場）- 府中本町駅間の通称武蔵野南線は貨物列車（旅客列車は特急「鎌倉」などの臨時列車のみ）が、府中本町駅 - 西船橋駅間は旅客列車と貨物列車の併用で運行されている。また、支線を活用して大宮駅発着の「むさしの号」「しもうさ号」も運行されている。府中本町駅 - 西船橋駅間は駅ナンバリングが設定されており、路線記号はJMである。

## 概要
武蔵野線は、山手貨物線のバイパス路線として日本国有鉄道（国鉄）が建設した貨物線で、同時に旅客用にも供用された首都圏の外環状路線である。南関東の東京都多摩地区、埼玉県南部、千葉県西部（東葛地域）など首都圏の郊外を結ぶ通勤・通学路線でもあり、東京都心部から放射状に延びるJRや私鉄の各路線との交点に乗換駅が設けられている。旅客営業の起点は府中本町駅であるが、府中本町駅 - 鶴見駅間は現在でも貨物専用路線として機能しており、この区間は旅客営業区間と区別して通称「武蔵野南線」と呼ばれる。当路線の開業により山手貨物線の貨物列車の本数が減少し、山手貨物線を走行する埼京線や湘南新宿ラインといった旅客列車の新設・増発が可能となった。
当路線は東海道本線方面と東北本線方面を結ぶ山手貨物線を迂回する貨物線として計画された。開業当初は主に貨物列車が運行されていたが、沿線の宅地化による人口増加に伴い旅客営業を行う府中本町駅 - 西船橋駅間では旅客列車の運行が増加した。本来的には、東北・上越方面と東海道方面を結ぶ山手貨物線の迂回路線として建設、管理されている路線のため、西浦和駅においては与野駅方面へ向かう支線が直進、武蔵浦和駅方面へ向かう本線が分岐する線形となっている。武蔵野線の名称にふさわしく、武蔵野地域・武蔵野台地を貫通して各都市を結ぶ路線であるが東京都武蔵野市は経由しない。
旅客輸送としては東京地区の電車特定区間の一路線である。ラインカラーはオレンジバーミリオン（■）で、旅客案内や運行される車両の車体色に使用されている。本路線は、直通運転を行う京葉線、府中本町駅で接続する南武線、その西側を通る横浜線とともに東京都心と郊外を結ぶ他社線との接続駅を多く持つ「東京メガループ」の一つに指定されている。
貨物輸送としては、東海道貨物線と東北貨物線を結ぶほか、短絡線を介して中央本線・東北本線・常磐線とも接続し、西船橋駅から京葉線を介して千葉貨物駅とも直結し、首都圏鉄道貨物輸送の大動脈となっている。線内に梶ヶ谷貨物ターミナル駅・新座貨物ターミナル駅・越谷貨物ターミナル駅の3つの貨物駅が設置されている。

## 歴史
武蔵野線は、山手貨物線を代替する「東京外環貨物線」として計画され、1927年の鉄道敷設法に取り入れられていたが、第二次世界大戦などの影響で計画は凍結された。戦後になり山手貨物線の貨物列車本数が増加したことから、1952年に首都外郭環状線の一環として所沢 - 浦和 - 流山 - 我孫子間の路線が埼玉県より申請され、1957年に鉄道建設審議会で玉葉線（ぎょくようせん）として建設が決定され、1964年にD線と通称される大都市交通線として日本鉄道建設公団によって着工した。建設当時、新松戸駅 - 西船橋駅は小金線（こがねせん）という名称だった。そのため、武蔵野線および小金線の鉄道施設はかつて日本鉄道建設公団およびその業務を承継した鉄道建設・運輸施設整備支援機構（鉄道・運輸機構）が保有しており、国鉄およびJR東日本は貸付料を支払っていたが、2018年までに貸付料の支払いが終了し、鉄道施設はJR東日本に有償で譲渡された。
1973年4月1日に府中本町駅 - 新松戸駅間・与野駅 - 西浦和駅間などが開業し、旅客線および貨物線の営業を開始した。開業当初は貨物列車の合間の住民への見返り運転であり、昼間は40分間隔、ラッシュ時でも15 - 20分間隔での運転だった。1970年代後半になると、貨物列車は拠点間集中輸送へ重点が移り列車本数が削減されてダイヤに余裕が生じ、沿線の開発に伴い人口も増加し、旅客列車も増発された。1976年に鶴見駅 - 新鶴見操車場 - 府中本町駅間が貨物営業のみで開業した。
駅務設備の近代化促進のため、開業時に全17駅中12駅に自動改札機、10駅に自動精算機、他路線と接続する4駅に定期券発行機がそれぞれ設置され、関東の鉄道では開業当初から自動改札機を全面的に導入した初の路線となった。これは東京近郊で開業した新線としては沿線人口が比較的少なく、機器の故障時に発生する改札処理の遅延などの問題が発生しても影響が最小限に抑えられるため試験的導入に最適と当時の国鉄当局が判断したことによる。しかし、開業後は沿線人口に比例して利用客が増加し、これによる機器故障時の改札遅延に加えて自動改札機非対応の他社線からの乗換客が非磁気券を投入して改札で抑止される事案が多発したことから、国鉄や関東の大手私鉄各社が自動改札の導入に対して慎重になった一因ともされる。
1978年に新松戸駅 - 西船橋駅が延伸開業、1988年12月に京葉線第2期区間である西船橋駅 - 市川塩浜駅間および南船橋駅 - 新木場駅間が開業し、一部列車が京葉線と直通運転するようになった。
2018年10月、全線開業から40周年を迎え、2018年11月23日から2019年3月31日まで、千葉支社京葉車両センター配置のE231系電車1編成に全線開業40周年を記念するヘッドマークを掲出して、武蔵野線全線（京葉線直通列車、および「むさしの号」「しもうさ号」運転区間を含む）で運行された。

### 年表
- 1952年（昭和27年）5月27日：首都外郭環状線の一環として、埼玉県が所沢 - 浦和 - 流山 - 我孫子間の路線を申請[6]。
- 1955年（昭和30年）9月2日：首都外郭環状鉄道建設県期成同盟が結成される。この時、仮線名を「玉葉線」とする[6]。
- 1957年（昭和32年）4月3日：鉄道建設審議会で玉葉線の建設が決定[6]。
- 1964年（昭和39年）4月：武蔵野線の基本計画が提示され、運輸大臣が日本鉄道建設公団に建設を指示[6]。
- 1965年（昭和40年）12月17日：南浦和駅で起工式を挙行[6]。
- 1966年（昭和41年）9月1日：西船橋 - 北馬橋〈当時〉間 14.62kmの区間（小金線〈当時〉）について、日本鉄道建設公団が運輸大臣から工事施行認可を受ける[13]。
- 1973年（昭和48年）4月1日：武蔵野線 府中本町駅 - 新松戸駅間 57.5km、貨物支線 新小平駅 - 国立駅間 5.0km、新秋津駅 - 日本国有鉄道線・西武鉄道株式会社線分界点間 1.6km、西浦和駅 - 与野駅間 4.9km、南流山駅 - 北小金駅間 2.9km、南流山駅 - 馬橋駅間 3.7kmが開業。中央本線貨物支線（下河原線）北府中駅 - 下河原駅間 3.8km が編入される。
  - 府中本町駅 - 新松戸駅間のうち貨物営業は北府中駅 - 南流山駅間 53.7km のみ。
  - 西国分寺駅・新小平駅・新秋津駅・東所沢駅・新座貨物ターミナル駅・新座駅・北朝霞駅・西浦和駅・東浦和駅・東川口駅・南越谷駅・越谷貨物ターミナル駅・吉川駅・三郷駅・南流山駅・新松戸駅が開業。田島信号場・別所信号場が開設。北府中駅・下河原駅の所属線区を中央本線から武蔵野線に変更。
- 1974年（昭和49年）10月1日：武蔵野操車場が開設。
- 1976年（昭和51年）
  - 3月1日：鶴見駅 - 新鶴見操車場 - 府中本町駅間 28.8km が貨物営業のみで延伸開業。梶ヶ谷貨物ターミナル駅 - 尻手駅間 10.3km に営業キロを設定。梶ヶ谷貨物ターミナル駅開業。府中本町駅 - 北府中駅間 1.7km で貨物営業が開始。
  - 9月20日：貨物支線 北府中駅 - 下河原駅間 3.8km が廃止され、下河原駅が廃止。
- 1978年（昭和53年）
  - 5月26日：新松戸駅 - 西船橋駅間 14.3km （小金線〈当時〉）が完工。午後に千葉県船橋市内の同線上でレール締結式を開催[14]。
  - 10月2日：新松戸駅 - 西船橋駅間 14.3km が旅客営業のみで延伸開業。新八柱駅・市川大野駅・船橋法典駅が開業。朝のラッシュ時は15分、夕方のラッシュ時は20分、昼間は40分の運転間隔であった[15]。
- 1980年（昭和55年）
  - 8月17日：浦和市（現・さいたま市桜区）田島の西浦和駅付近の高架下にある古タイヤ倉庫から出火し、タイヤ約4万本が焼ける[16]。この火災の影響で高架橋が損傷したため、1か月にわたり北朝霞駅 - 西浦和駅間が不通となる[17]。
  - 9月17日：支保工を組んで橋脚に直接荷重がかからないように措置をした上で、下り2線のみを使用して運転を再開する[16]。
- 1981年（昭和56年）3月23日：西浦和駅付近の4線が復旧し、全面再開する[16]。
- 1984年（昭和59年）2月1日：新鶴見操車場が信号場に変更、新鶴見信号場となる。
- 1985年（昭和60年）
  - 3月14日：新三郷駅が開業。ダイヤ改正により、日中の運転本数が毎時3本に増発。
  - 9月30日：武蔵浦和駅が開業し、田島信号場が統合される。
- 1986年（昭和61年）11月1日：武蔵野操車場が廃止。
- 1987年（昭和62年）4月1日：国鉄分割民営化により、東日本旅客鉄道が継承。日本貨物鉄道が鶴見駅 - 南流山駅間などの第二種鉄道事業者となる。梶ヶ谷貨物ターミナル駅 - 尻手駅間 10.3km 、新秋津駅 - 日本国有鉄道線西武鉄道株式会社線分界点 1.6km 間の営業キロ設定が廃止。
- 1988年（昭和63年）12月1日：京葉線との直通運転を開始。ダイヤ改正により、日中の運転本数が毎時5本に増発。
- 1991年（平成3年）
  - 10月8日：205系電車（6両編成）が営業運転を開始[18]。12月ダイヤ改正における103系組み替えのため、先行して投入された[18]。
  - 10月12日 - 12月11日：台風21号の影響で新小平駅構内で地下水の噴出により線路およびホームが水没し、西国分寺駅 - 新秋津駅間が不通になる[17]。
  - 12月1日：6両編成に加えて8両編成での運転が始まる[19]。8両編成化は、当時6両編成37本が配置されていた車両のうち、最混雑時に運用する20本を8両編成化するものである[19]。新製の205系は12月5日までに投入されたが、編成組み替えを行う103系は、前述の武蔵野線一部区間不通の影響により、当初12月7日に8両編成化が完了する予定が12月18日まで遅れた[18]。
- 1996年（平成8年）
  - 10月20日：201系が運用を終了[20]。
  - 12月1日：ダイヤ改正により、すべての一般列車が8両編成となる[21][12]。
- 1998年（平成10年）3月14日：東松戸駅が開業。
- 2000年（平成12年）
  - 4月10日：東川口 - 西船橋間の降雨防災強化工事完成に伴い、大雨時の運行規制を緩和[報道 3]。
  - 12月2日：日本貨物鉄道の第二種鉄道事業として南流山駅 - 西船橋駅間 16.4km が開業[22]。
- 2002年（平成14年）12月1日：ダイヤ改正を実施。「むさしのドリーム」の愛称が廃止。休日日中の運転本数が毎時5本から毎時6本に増発。
- 2003年（平成15年）
  - 上半期：自動進路制御装置が各駅で順次使用開始。
  - 11月9日：南越谷駅 - 吉川駅間（越谷レイクタウン計画地付近）の下り線が高架化[23]。
- 2004年（平成16年）6月27日：南越谷駅 - 吉川駅間の上り線が高架化[24]。
- 2005年（平成17年）12月10日：ダイヤ改正を実施。103系が運用を終了。
- 2008年（平成20年）3月15日：越谷レイクタウン駅が開業。ダイヤ改正により、東所沢駅 - 南越谷駅間の下り終電を約26分繰り下げて、南浦和駅0:37発とする。
- 2010年（平成22年）12月4日：以下の内容でダイヤ改正を実施。
  - 「むさしの号」が定期列車となり、当線内では各駅停車となる。
  - 「しもうさ号」の運転が開始。
  - 209系が運用を開始。
- 2012年（平成24年）
  - 1月22日：東京圏輸送管理システム (ATOS) の使用が開始。
  - 3月17日：吉川美南駅が開業。
- 2013年（平成25年）
  - 3月16日：ダイヤ改正により、平日日中の運転本数が毎時5本から毎時6本に増発。東京駅直通列車が全区間各駅停車となる。
  - 4月1日：貸付期間経過に伴い、府中本町駅 - 新松戸駅間が鉄道・運輸機構からJR東日本に譲渡[8]。
- 2014年（平成26年）9月17日：臨時特急「むさしのかいじ」の運転が開始。
- 2015年（平成27年）9月30日：西国分寺駅 - 新小平駅間の小平トンネル (2,654 m)および新小平駅 - 新秋津駅間の東村山トンネル (4,380 m)で、携帯電話不通区間が解消[報道 4]。
- 2016年（平成28年）3月：貸付期間経過に伴い、新鶴見信号場 - 府中本町駅間が鉄道・運輸機構からJR東日本に譲渡[9]。
- 2017年（平成29年）11月1日：E231系が運用を開始[25]。
- 2018年（平成30年）10月2日：貸付期間経過に伴い、新松戸駅 - 西船橋駅間が鉄道・運輸機構からJR東日本に譲渡[10]。
- 2020年（令和2年）10月19日：205系が運用を終了[26]。
- 2021年（令和3年）
  - 1月20日：新型コロナウイルス感染症の拡大に伴う緊急事態宣言の発出および国・関係自治体からの要請に伴い、府中本町駅 - 東所沢駅間で終電を最大23分繰り上げ[報道 5]。
  - 10月9日：臨時快速「ホリデー快速鎌倉」が南越谷駅発着から吉川美南駅発着に変更となり、新たに越谷レイクタウン駅にも停車するようになった[27]。
- 2022年（令和4年）
  - 9月25日：臨時快速「ホリデー快速鎌倉」の運転を終了。
  - 10月1日：前述の「ホリデー快速鎌倉」に代わり、臨時特急「鎌倉」の運転を開始[28]。越谷レイクタウン駅・南浦和駅・東所沢駅が停車駅から外れた。
- 2023年（令和5年）
  - 4月1日：武蔵野線開業50周年を記念して、ヘッドマーク付き列車（E231系MU16編成が対象）を同年6月30日まで運行[29][30]。沿線のNewDaysで記念グッズを発売[31][32]。
  - 11月25日：吉川美南駅 - 鎌倉駅間で特急「武蔵野線50周年鎌倉号」を運転。使用車両は、E257系5500番台OM51編成（東大宮センター所属）5両[33][34]。
- 2025年（令和7年）6月9日：2028年度をめどに新秋津駅付近の連絡線を介して西武鉄道との相互直通運転が開始される予定と報じられる。両社間において正式な直通ルートや具体的な運行形態について協議が進められる[35][36]。
- 2026年（令和8年）7月1日（予定）：支社制から事業本部制への再編に伴い、横浜支社管内の鶴見駅構内は川崎事業本部、八王子支社・大宮支社管内の府中本町駅 - 三郷駅間は武蔵野事業本部（ただし、南浦和駅の業務は浦和事業本部の担当）、東京支社管内の南流山駅 - 新松戸駅間は松戸事業本部、千葉支社管内の新八柱駅 - 西船橋駅間は京葉総武事業本部の管轄となる[報道 6]。

## 運行形態

### 旅客輸送

停車駅（京葉線幕張豊砂駅開業前）

定期列車は、「各駅停車」と「むさしの号」・「しもうさ号」が運行されている。
1988年の京葉線新木場駅 - 西船橋駅間の開業以降は多くの列車が西船橋駅から京葉線に直通しており、武蔵野線内完結の列車は一部列車に限られている。旅客案内上は京葉線の西船橋 - 市川塩浜 - 東京間、西船橋 - 南船橋 - 新習志野 - 海浜幕張間も合わせて武蔵野線と呼ばれる場合が多い。これは京葉線に直通後も同様である。京葉線内での誤乗防止と同時に、10両編成の京葉線と区別して8両編成であることを強調するためである。
日中時間帯は、1時間に6本運行のパターンダイヤになっており、東京駅発着と南船橋駅発着が交互に運行されている。朝夕は西船橋駅発着・海浜幕張駅発着のほか、京葉車両センターへの入出庫を兼ねた新習志野駅発着の列車も運行されている。
夜間滞泊を行うための東所沢駅・南越谷駅発着の列車が朝晩に設定されている。2015年3月16日からは、平日朝に吉川美南発西船橋行き、2018年3月17日からは平日朝に吉川美南発東京行きが運転されている。
日中時間帯の運行本数は、2002年12月1日のダイヤ改正以降は1時間あたり平日は5本、土休日は6本と違いがあったが、2013年3月16日のダイヤ改正で当線内での1時間あたりの運行本数が平日・土曜・休日ともに6本に統一された。
武蔵野線・京葉線で輸送障害が発生した場合は直通運転を取りやめ、西船橋駅での折り返し運転を行う場合がある。

#### 東京駅直通列車

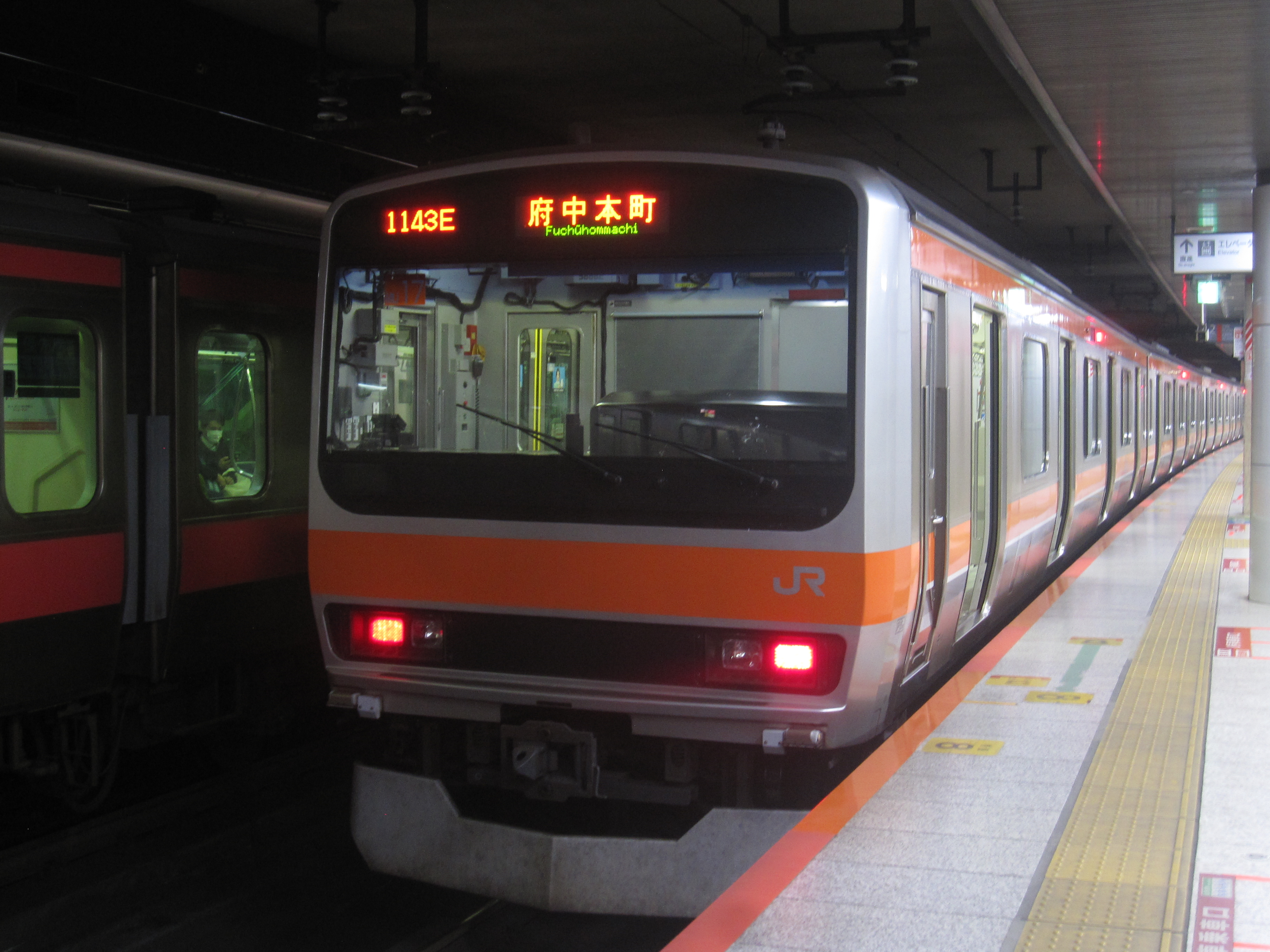
京葉線の東京駅にホームに停車する武蔵野線の列車（2024年1月5日東京駅）

2013年3月16日のダイヤ改正まで、東京駅直通列車は快速として運行されていた。この運行形態は京葉線の新木場駅までの暫定開業時から行われ、葛西臨海公園駅を通過していた。通過運転は京葉線内のみで行い、当線内は各駅に停車した。2002年12月1日ダイヤ改正までは平日と土休日で京葉線内の停車駅が異なり、土休日の快速は「むさしのドリーム」の愛称が付いていたが、この改正で愛称が廃止された。東京駅 - 蘇我方面間を結ぶ京葉線快速とは停車駅が異なるため、京葉線内では後に「武蔵野快速」と案内された。
2010年3月改正で日中1時間の本数が2本から3本に増発され、その後は1時間に日中は3本、朝夕は3 - 5本運転された。一部列車は京葉線の新浦安駅で、土曜・休日は葛西臨海公園駅で、それぞれ特急「わかしお」または「さざなみ」の通過待ちをした。
2013年3月16日のダイヤ改正で、東京駅直通列車は京葉線内も含めて各駅停車に統一された。

#### むさしの号・しもうさ号
|          | 大宮行き   | 大宮行き | 大宮行き   | 大宮発 |
| 八王子発 | 府中本町発 | 計       | 八王子行き |        |
| -------- | ---------- | -------- | ---------- | ------ |
| 朝       | 1 / 2      | 2 / 1    | 3 / 3      | 1 / 1  |
| 夕 - 夜  | 1 / 1      | 0 / 0    | 1 / 1      | 2 / 2  |
| 計       | 2 / 3      | 2 / 1    | 4 / 4      | 3 / 3  |

2010年12月3日まで、貨物列車用の短絡線を経由して中央本線八王子駅と東北本線大宮駅を直通する快速「むさしの号」が、平日は1日2往復、土休日は1往復、臨時列車扱いながら毎日運転されていた。
2010年12月4日のダイヤ改正で「むさしの号」を定期列車化すると同時に、西船橋駅方面と大宮駅を結ぶ直通列車「しもうさ号」が新設された。車両は各駅停車と同じ209系・E231系が使用されている。

#### 東海道本線（品鶴線・東海道貨物線）直通列車
鶴見駅 - 新鶴見信号場間は東海道本線支線（品鶴線）複々線区間のうちの貨物線側との重複区間である。この区間には定期列車として特急「湘南」の品鶴線・東海道貨物線を経由する列車と「湘南」の新宿発着の全列車が経由するほか、相模鉄道相鉄新横浜線を経由する相模鉄道本線との直通列車（相鉄・JR直通線）も運転されている。このほか、東海道線川崎駅付近で線路支障などによってダイヤの乱れが生じた際にサンライズエクスプレスや、東海道線・横須賀線・上野東京ライン・湘南新宿ラインの列車が経由することがある。

#### 臨時列車
土曜・休日や繁忙期を中心に、当線を経由して京葉線・常磐線・東北本線・中央本線・東海道本線から様々な方面へ向かう臨時列車が運転されている。現在は特急列車「鎌倉」（鎌倉方面）、快速列車「ぶらり高尾散策号」（高尾方面）、「ぶらり川越号」・「おさんぽ川越号」（川越方面）が設定されている。2015年1月までは急行列車「ぶらり鎌倉号」が設定されていたが、同年3月の上野東京ライン開業時に同路線経由となり当線内での運行は終了した。また、2022年10月からは、快速列車「ホリデー快速鎌倉」に代わり、特急列車「鎌倉」が運行されている。2017年4月からは中央線方面と東武日光線方面とを結ぶ臨時特急「はちおうじ日光」が、都心の新宿駅経由から当線経由の運行に変更された。
府中本町駅は東京競馬場、船橋法典駅は中山競馬場、とそれぞれ公営競技場に隣接しており、競馬開催日は混雑緩和のため時刻表に記載の無い区間運転の臨時列車を運行することがある。主にメインレース終了直後の16時前後を中心に、東京競馬場が開催の場合は府中本町発南越谷行き、中山競馬場が開催の場合は西船橋発吉川美南行きなどが運行されることがある。土休日ダイヤが昼間10分間隔運転となる以前は、時刻表にも「競馬臨時列車」の記載があった。

#### 列車番号
鶴見駅が起点のため、府中本町行きは「上り」列車になり、西船橋方面行きは「下り」列車として運転される。列車番号のアルファベットはE。
むさしの号・しもうさ号（大宮駅 - 武蔵浦和駅間）の列車番号のアルファベットはM。

### 貨物列車
本路線を介して毎日多くの貨物列車が首都圏を縦断して貨物輸送を行っている。線内に越谷・新座・梶ヶ谷の各貨物ターミナルを擁し、東海道本線方面と東北本線方面を結ぶ貨物輸送の大動脈となっている。
府中本町駅で南武線を経て中央本線方面、武蔵浦和駅で越谷方面と東北貨物線大宮方面、南流山駅で越谷方面と常磐線土浦駅方面および隅田川駅の両方面と、西船橋駅で京葉線千葉貨物駅方面とそれぞれ接続されており、全線を通して貨物列車が毎日運転されている。新小平駅で新座方面と中央本線立川駅方面を結ぶ線路にも、北長野駅 - 隅田川駅間で平日1往復、その他石油輸送用の貨物列車が設定されている。
かつては新秋津駅付近から西武線所沢駅の間も貨物列車が運行されていたが、現在は西武鉄道車両の甲種輸送のみ用いられている。過去に最新式の自動化設備を備えた武蔵野操車場が設けられていたが、1984年のヤード集結型貨物輸送の廃止に伴い機能を失い、1986年に正式に廃止された。

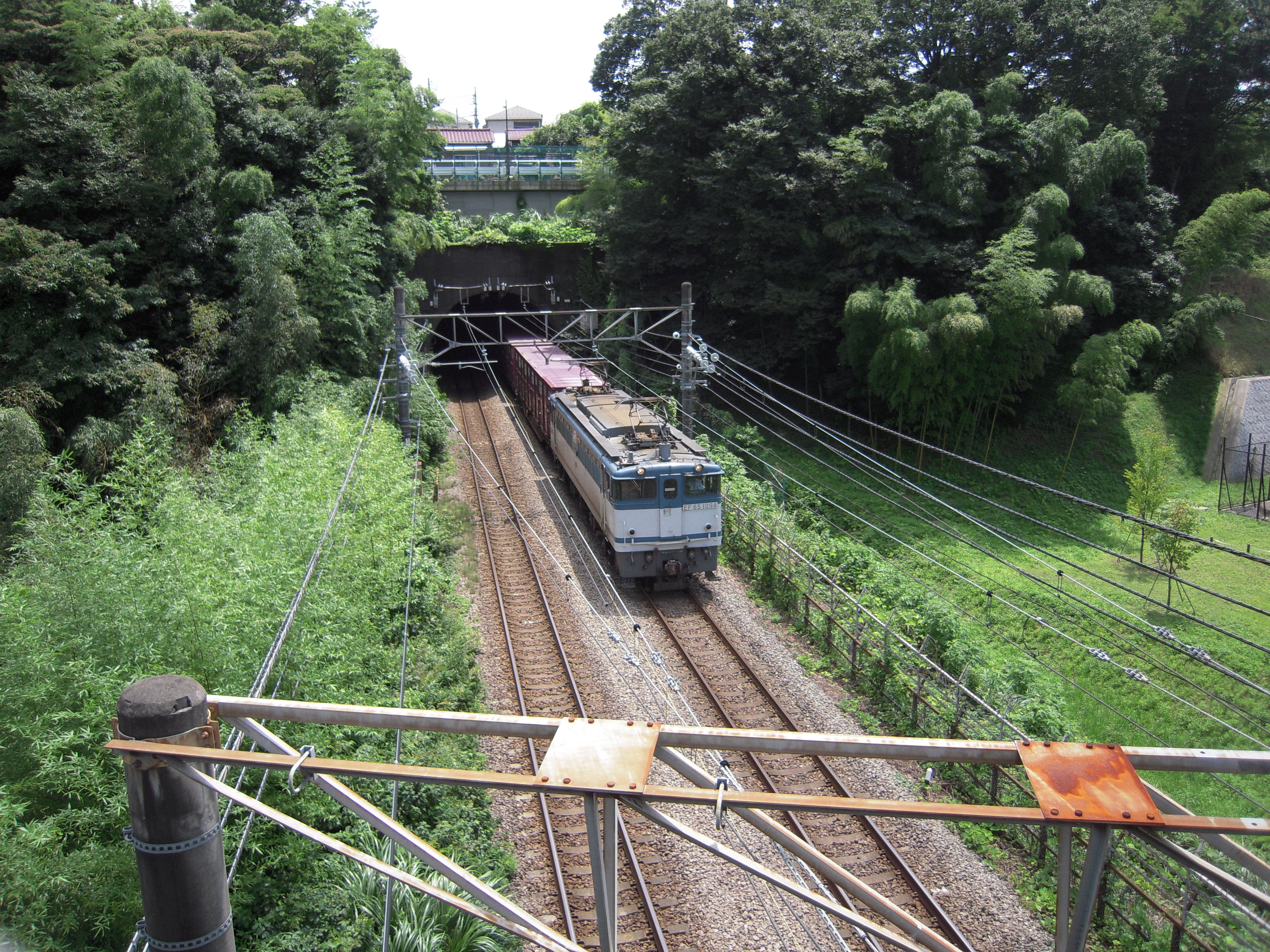
武蔵野南線を走る貨物列車
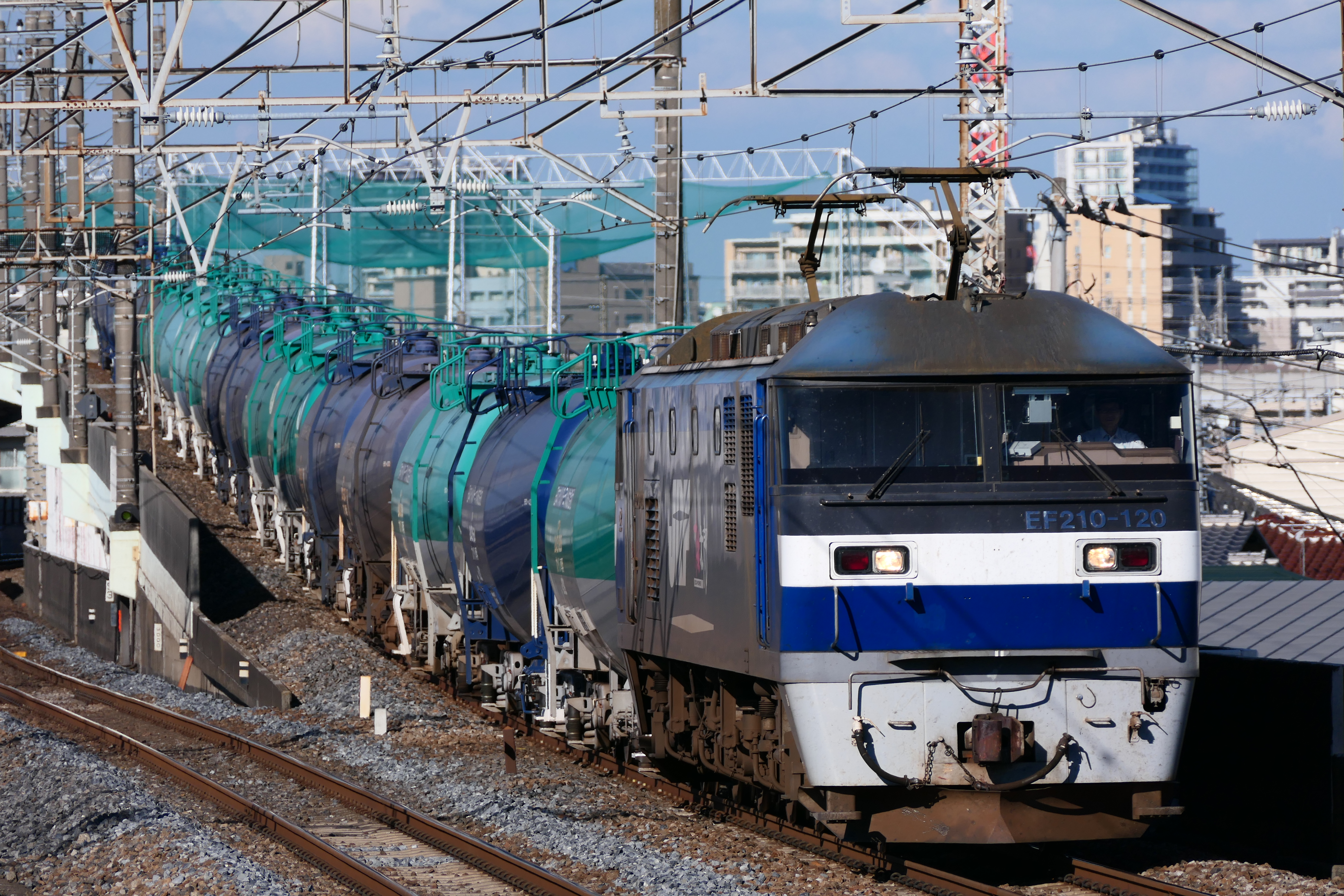
EF210形が牽引する貨物列車 （2019年9月2日 西浦和駅）

## 車両
武蔵野線は複数の長大トンネルが存在するため、開業時に本路線での運行が許容されていた車両は運輸省通達A基準を満たす101系1000番台であった。緊急時に列車側部からトンネル内に脱出するための幅が確保されていることと、後に新製された車両はより厳しいA-A基準を満たしているため、現在では系列を問わず運行が可能である。
武蔵野線に導入された車両は開業時の101系1000番台をはじめ、首都圏の各線区から転属した車両が殆どを占めている。
編成の向きは京葉車両センターを基準にしており、南船橋駅 - 海浜幕張駅間では京葉線列車と一致するが、市川塩浜駅 - 東京駅間では京葉線列車と逆になっている。

### 現在の使用車両
旅客列車は下記の電車が使用されている。車体はオレンジと茶色（■ ■）の帯を巻き、京葉線電車など他系統の電車と区別されている。
E231系0番台・900番台
京葉車両センター所属。
山手線へのE235系導入により余剰となったE231系500番台が中央・総武緩行線へ転用、それに伴って玉突きで捻出された三鷹車両センターの0番台と900番台、および常磐線快速の運用削減で余剰となった松戸車両センターの0番台1本を8両化の上で改造・転用したものである。
0番台は2017年9月から2020年10月にかけて順次転入・投入された。
試作編成の900番台は、8両編成化および転用改造（施工所：大宮総合車両センター）の上、2020年7月9日に転入した。
209系500番台
京葉車両センター所属。
かつて中央・総武緩行線で使用されていた電車で、京浜東北線から京葉線と転属した後に京葉線へのE233系5000番台導入に伴い8両編成化したグループと、中央・総武緩行線へのE231系500番台導入に伴い直接転属・8両編成化したグループがある。
前者は2010年9月17日から2011年3月28日までに転入し、2010年12月4日から営業運転を開始した。後者は2018年3月28日から2019年6月26日までに転入した。

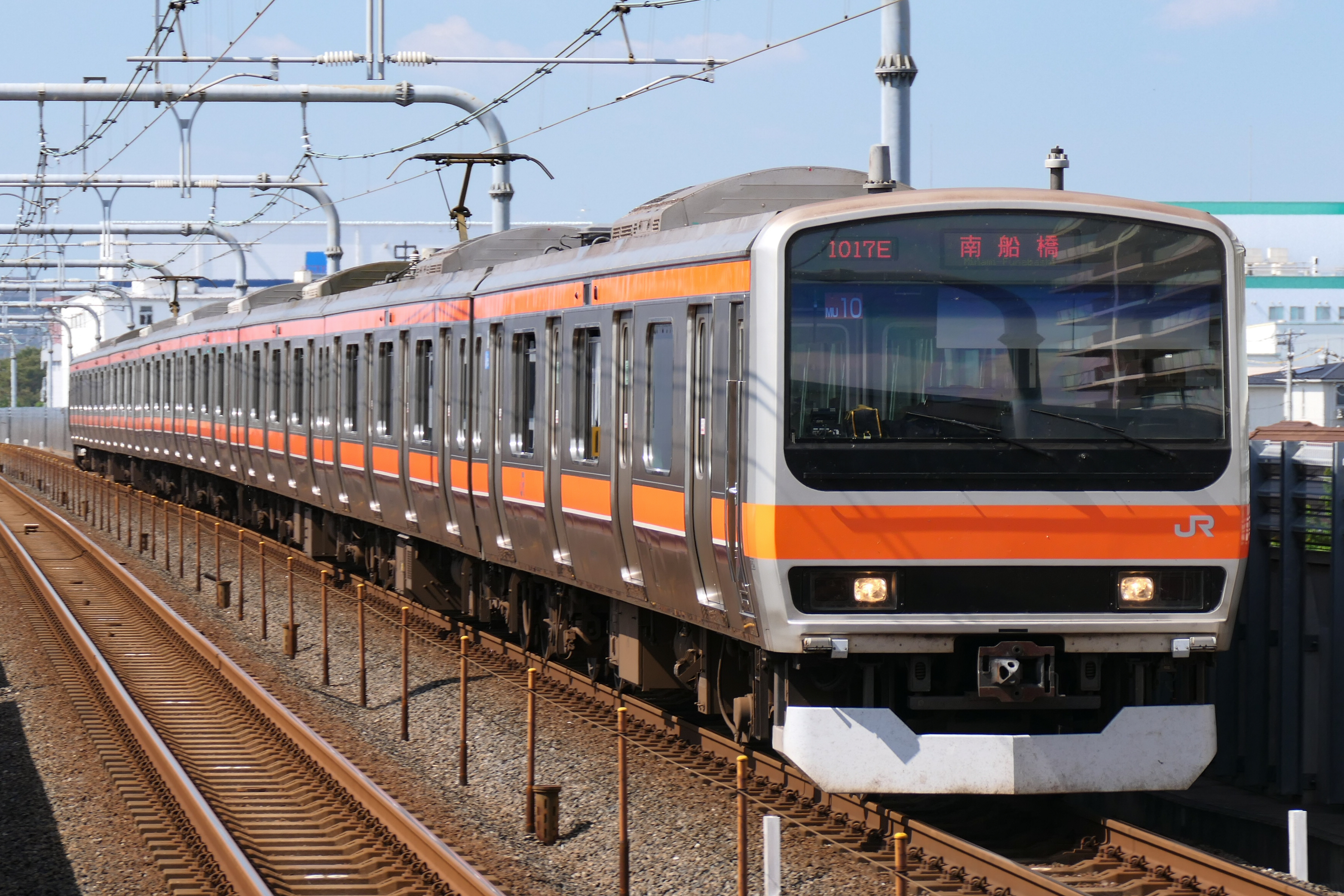
E231系0番台 （2021年10月6日 越谷レイクタウン駅）
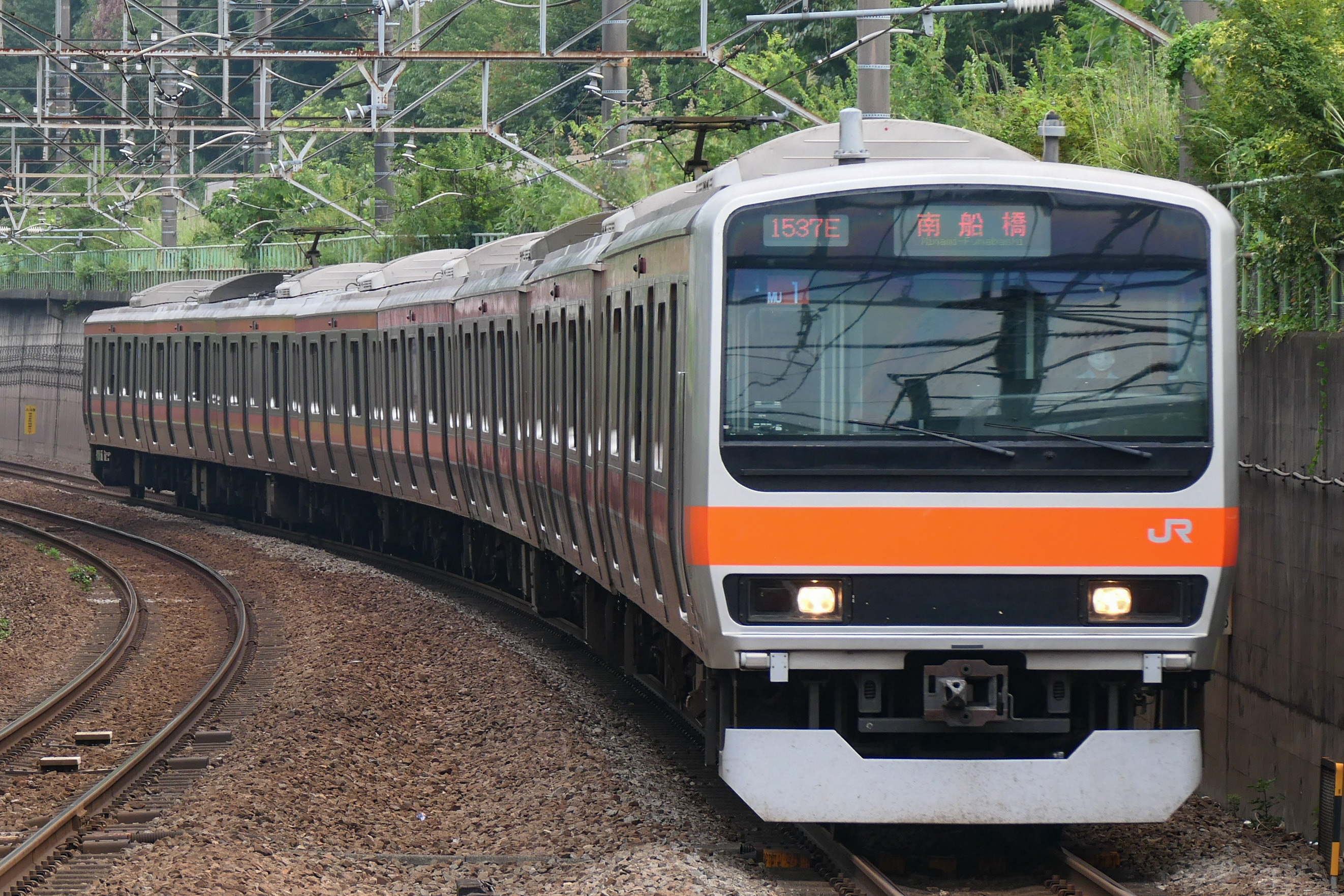
E231系900番台 （2022年8月26日 北府中駅）
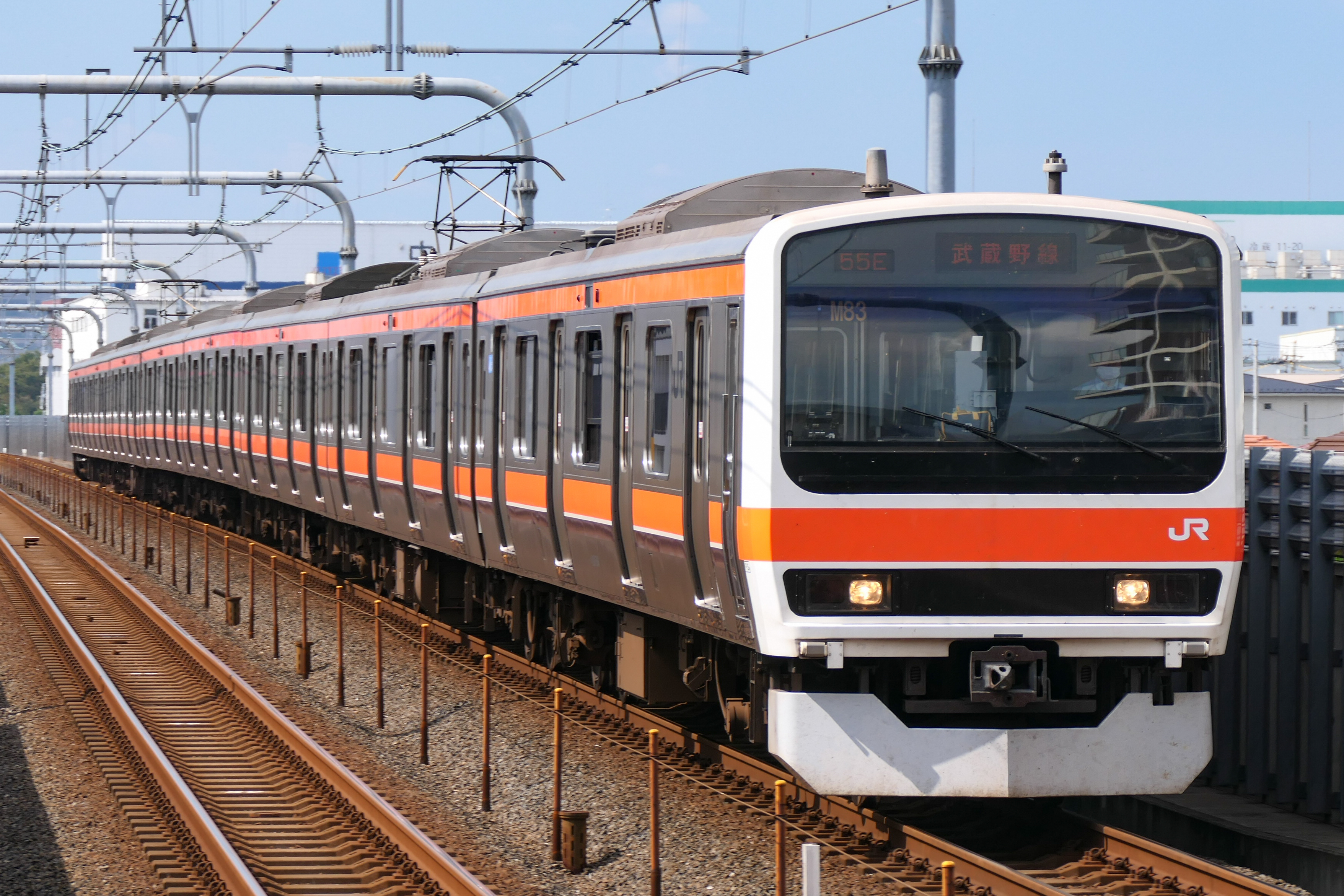
209系500番台 （2021年10月6日 越谷レイクタウン駅）

貨物列車の牽引機には、電気機関車はEF65形、EF66形、EH200形、EF210形、EH500形が、ディーゼル機関車はDD200形が使用される。

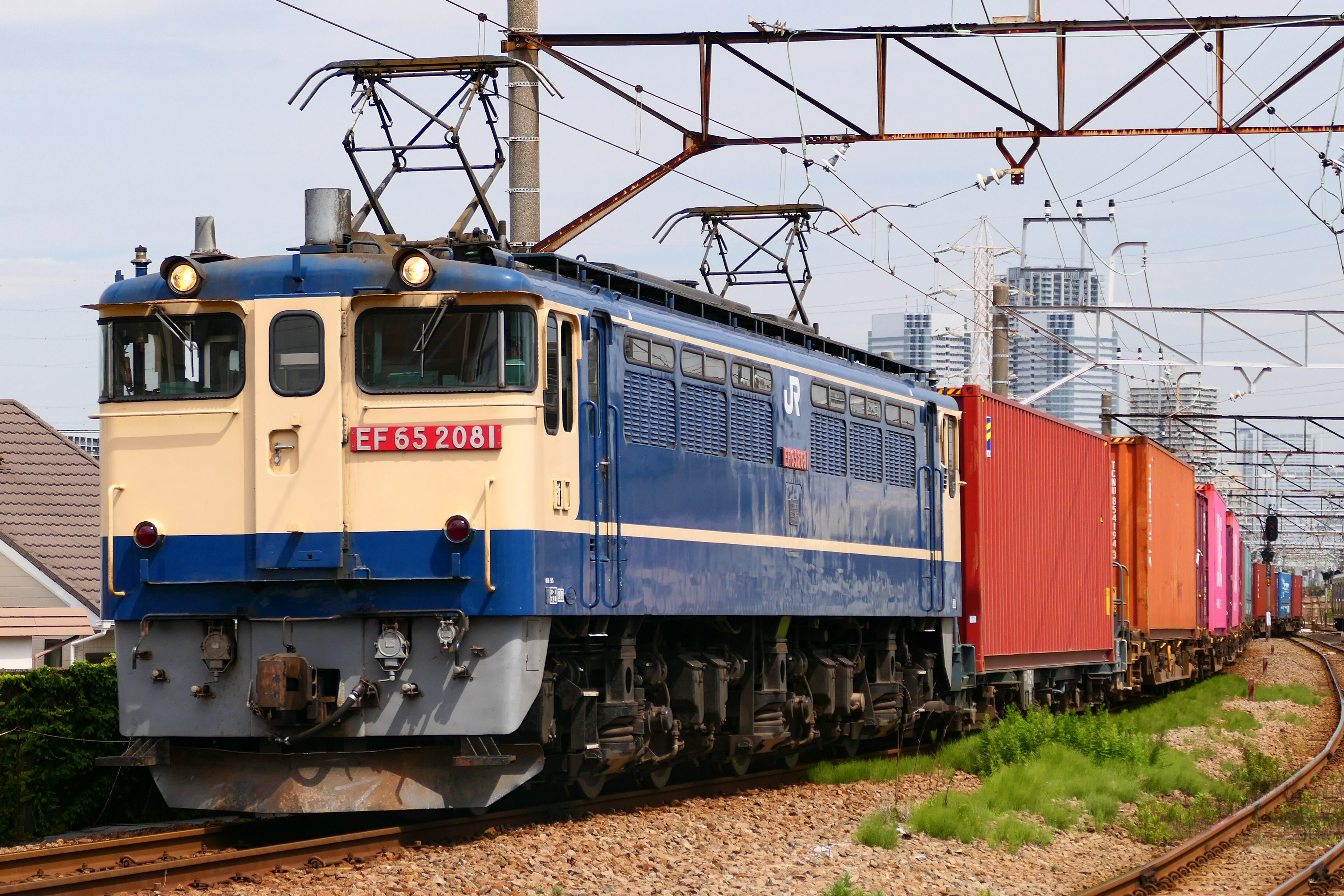
EF65形 （2023年6月1日 南武線 尻手駅）
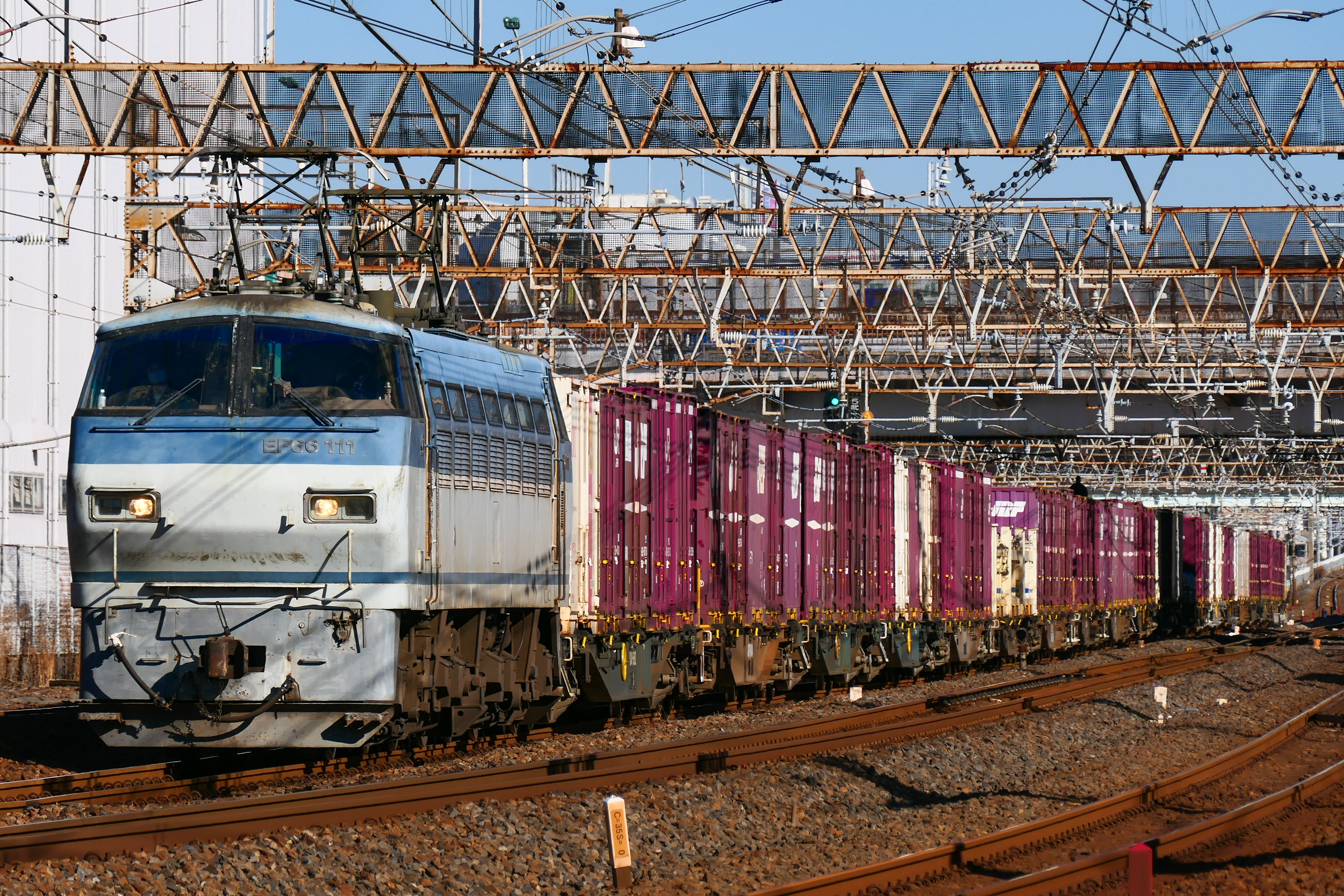
EF66形 （2023年1月21日 常磐線 馬橋駅 - 北松戸駅間）
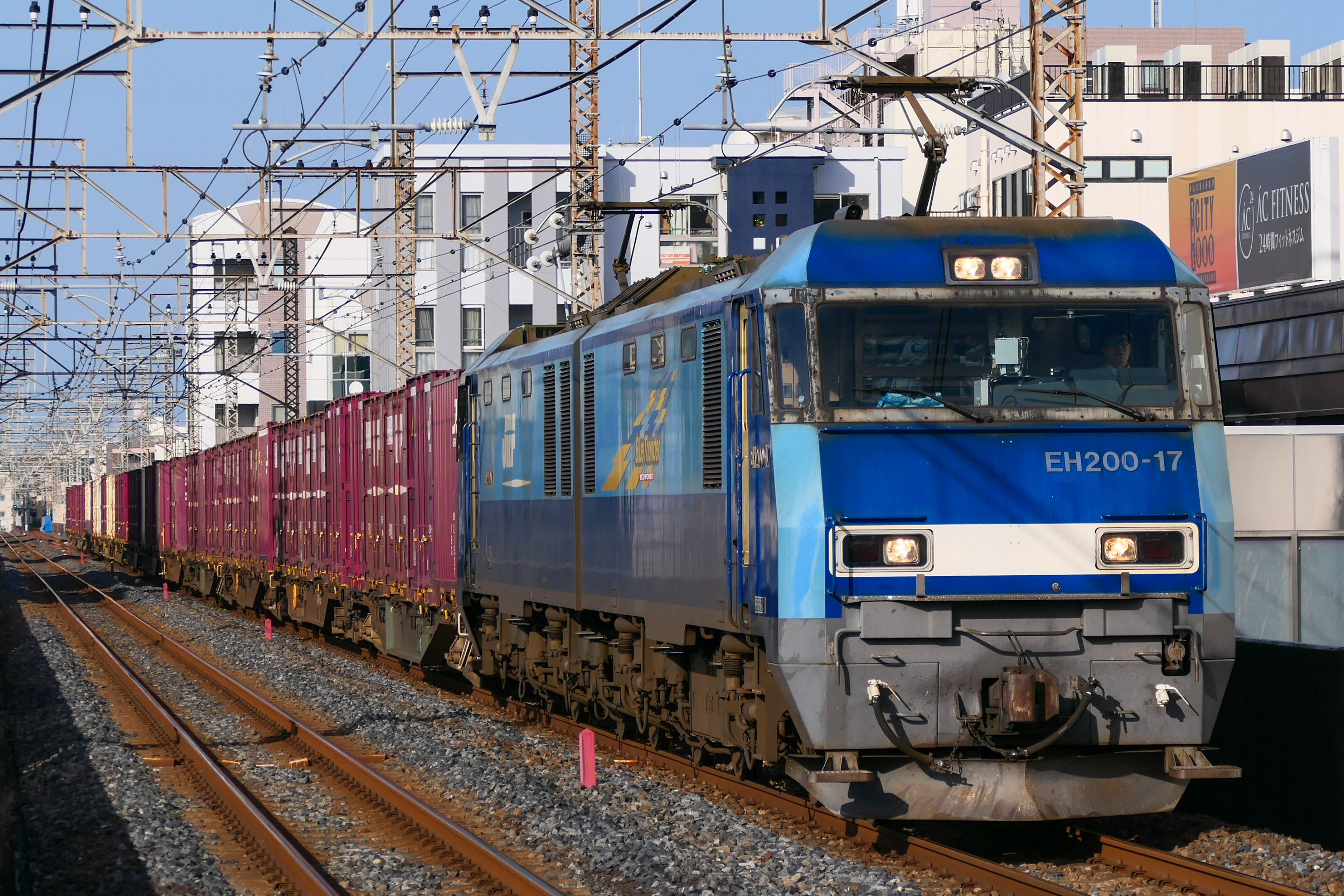
EH200形 （2024年4月13日 南浦和駅）
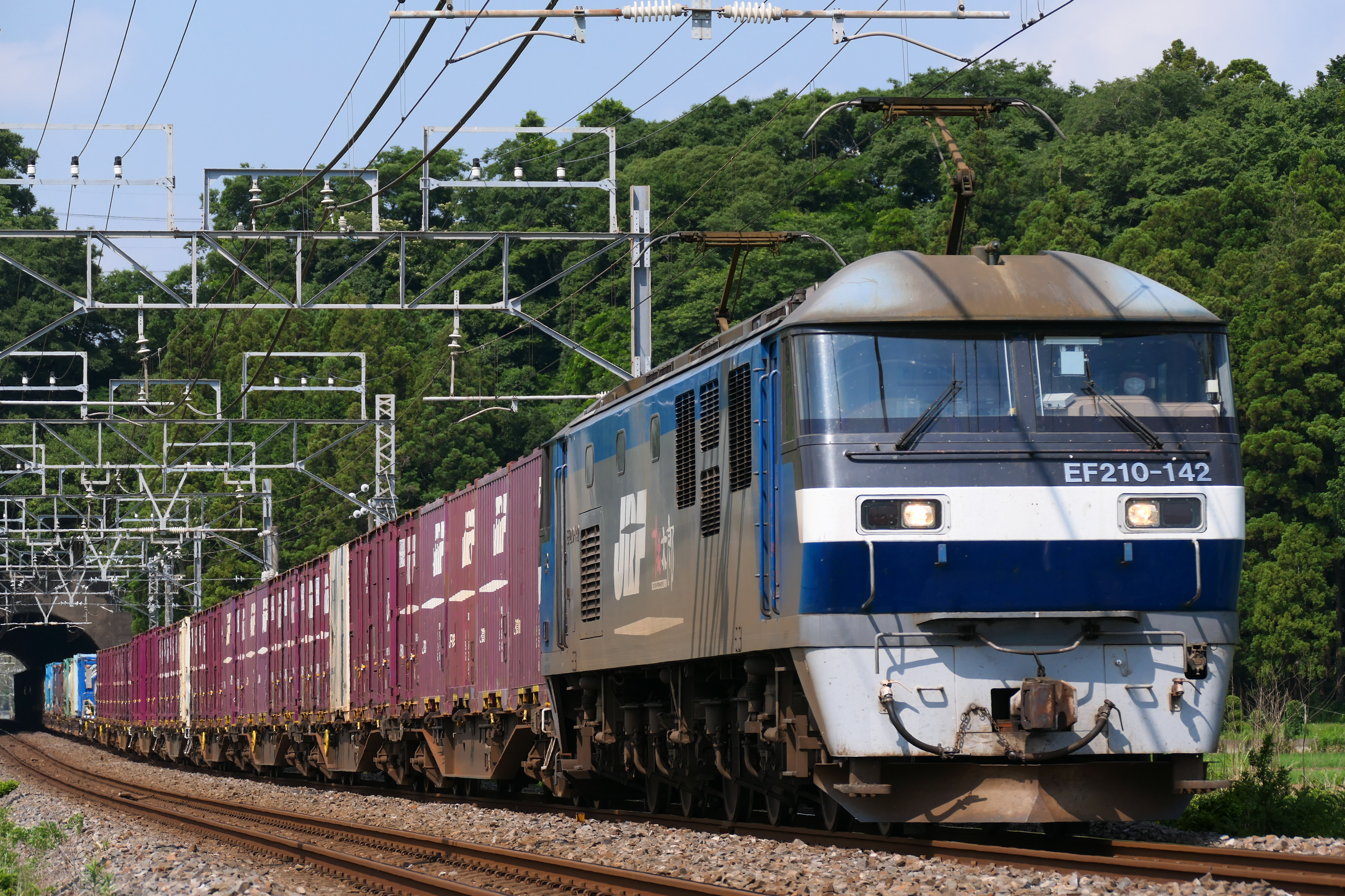
EF210形 （2021年6月10日 総武本線 佐倉駅 - 物井駅間）
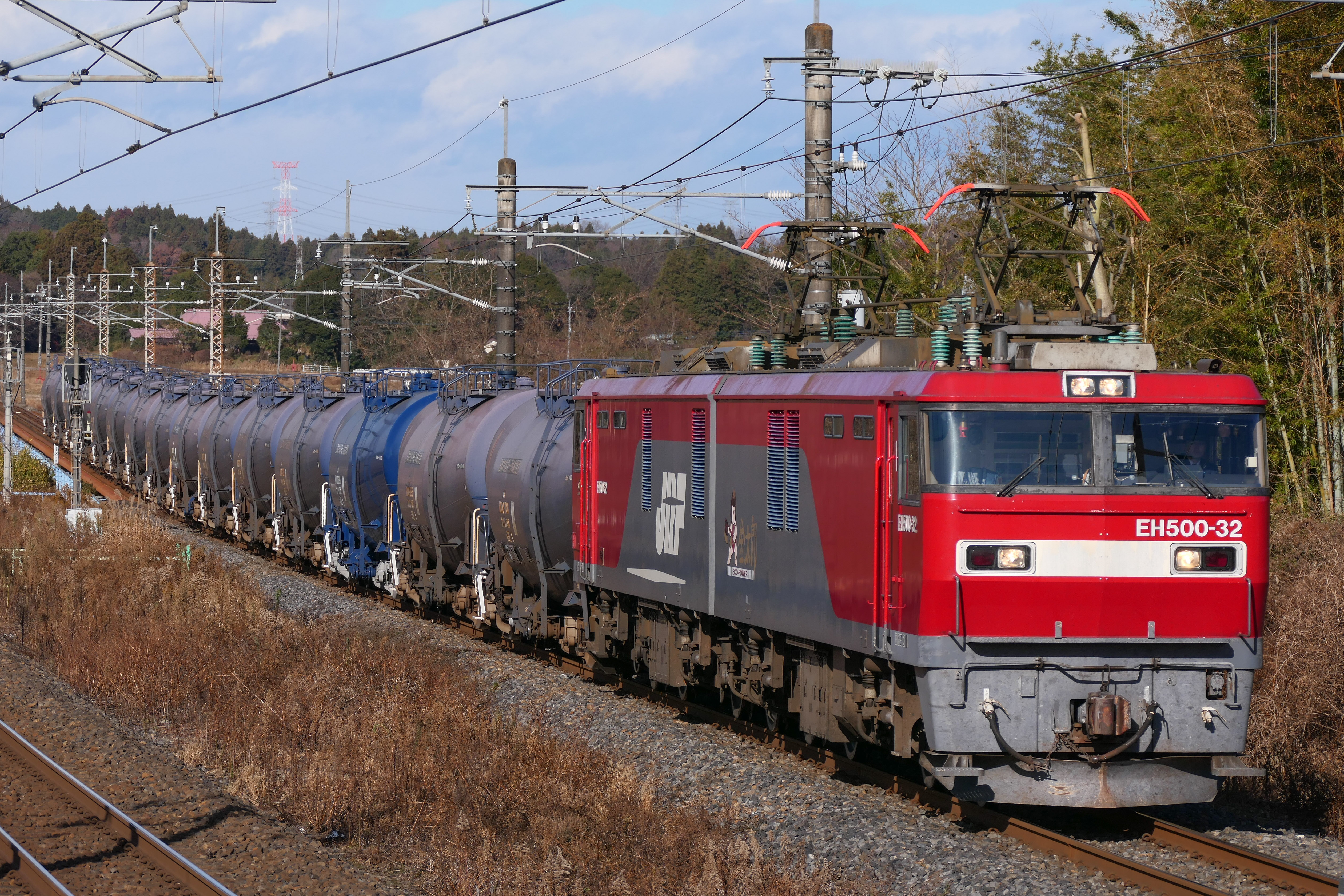
EH500形 （2020年12月14日 東北本線 片岡駅 - 蒲須坂駅間）
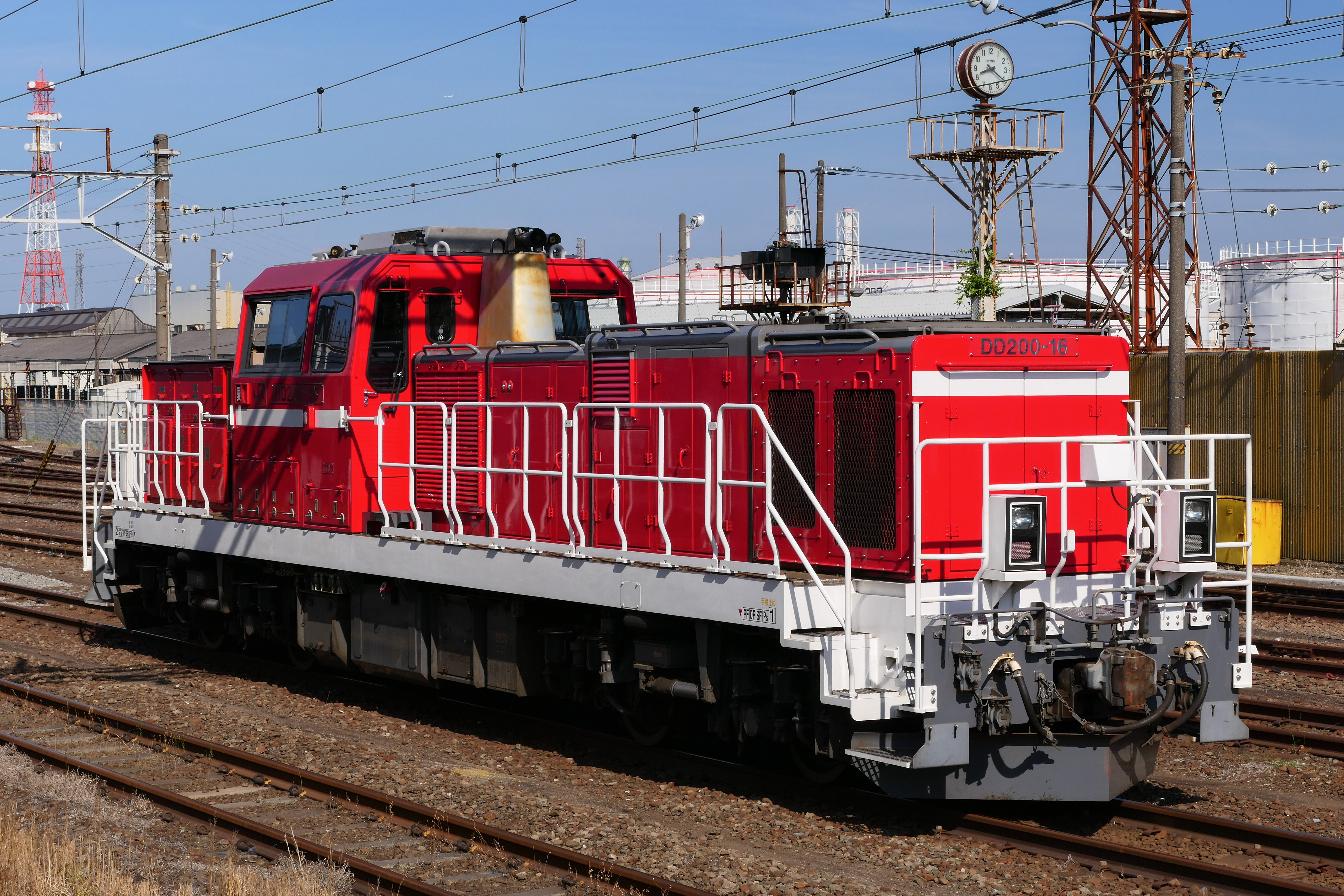
DD200形 （2023年5月3日 鶴見線 安善駅）

### 過去の使用車両
101系
6両編成。長大トンネルがあるため、0番台初期車をA基準対応に改造した1000番台が使用された。
103系
京葉車両センター所属（2004年3月まで豊田電車区）。当初6両編成で使用され、後に8両編成となった。2005年12月ダイヤ改正で205系に統一することに伴い、2005年12月8日を最後に当線での運用を終了した。京葉車両センターへ移管される直前に廃車になった編成もある。制御電動車のクモハ103形はATS-P装備の際、機器設置のため先頭部上面左側の運行番号表示窓が埋められた。6両編成と8両編成が混在していた時期を中心に、先頭車の前面運転台窓の左下に「8CARS」のステッカーが貼付されていた。当線で使用された103系は、インドネシアのKRLジャボタベックに売却され、東所沢や東京行きの方向幕を掲出したまま走行していた。
115系
6両編成の近郊形電車。快速「むさしの号」・「ホリデー快速むさしの号」に使用された。原則として、豊田車両センター所属の6両固定編成が使用されていたが、当該編成が検査などで使用できない場合は長野総合車両センター所属編成や特急形車両の183系が代走する場合があった。2010年12月のダイヤ改正で「むさしの号」が武蔵野線の通勤形電車と共通運用となり撤退した。
201系
6両編成で使用され、中央線快速電車と一時共通運用であったが、武蔵野線内の列車の8両化に先立ち1996年10月20日を最後に当線での運用を終了した。
205系（0番台・5000番台）
2004年3月まで豊田電車区、2020年10月まで京葉車両センター所属。
0番台は当線内での最高95km/hの高速運転や京葉線地下区間内の勾配での起動条件の関係から、MT比が6M2Tと電動車比率が高い編成となっている。新製配置された205系は前面形状が京葉線に投入されたもの（通称メルヘン車）と同様となっている。
2002年12月1日より5000番台が投入され、2005年12月までに順次103系を置き換えた。これは、205系の山手線などからの転用にあたり電動車が不足することから、0番台の電動車をVVVFインバータ制御に改造した車両で、性能の向上により 4M4T と電動車比率が従来車に比べて低く抑えられている。車両番号が改番されているのは電動車のみで、制御車・付随車は0番台のままである。1991年に新製配置された6M2T編成の京葉車両センターM61編成にも編成中の電動車1ユニットを付随車2両と交換の上で同様の改造が実施された。
武蔵野線用の205系は従来、豊田電車区の所属だったが、2004年3月より全車両が京葉車両センターの所属となった。ただし半数以上が東所沢電車区を拠点に運用されている。
大半は山手線からの転属車だが、中央・総武緩行線や付随車のみ埼京線からの転属車もあり、ドア窓が小さい小窓車とドア窓が大きい大窓車の混結編成も存在する。小窓車は山手線からの転属車である。
2010年8月には京葉線メルヘン車ケヨ8編成から付随車を抜いた8両編成が、ケヨ81編成となり、京葉色のまま試運転、乗務員訓練に使用された。
2015年2月には中原電車区から大窓車3編成が2編成に組み替えて転入してきており（ケヨM51編成とケヨM52編成）、シングルアームパンタ車となっている。
山手線へのE235系投入で余剰となった、中央・総武線各駅停車用のE231系0番台・900番台と209系500番台の転属により、2020年10月19日をもって営業運転を終了した。全編成がKRLジャボタベックに譲渡された。

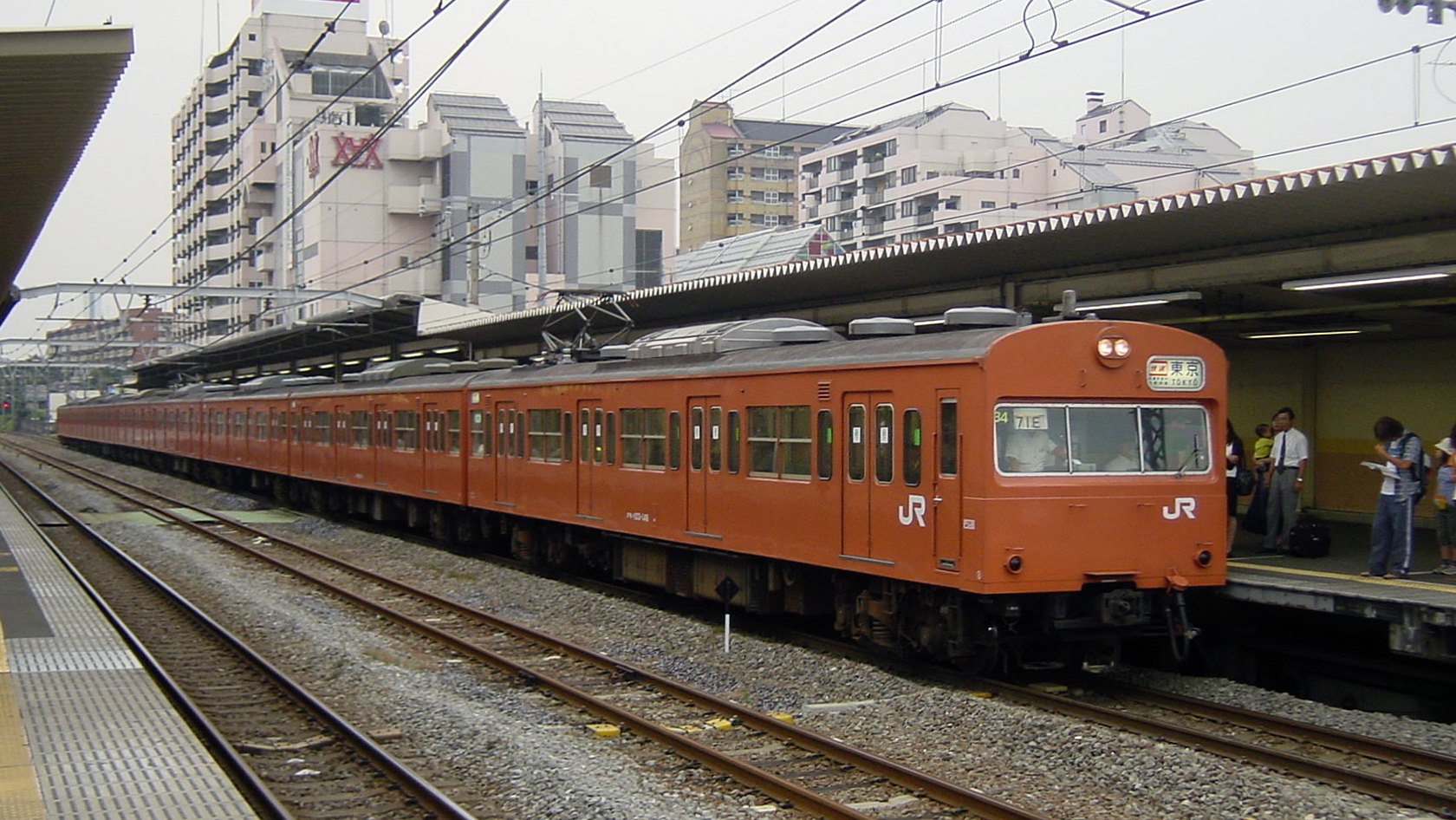
103系（低運転台） （2001年8月8日 西国分寺駅）
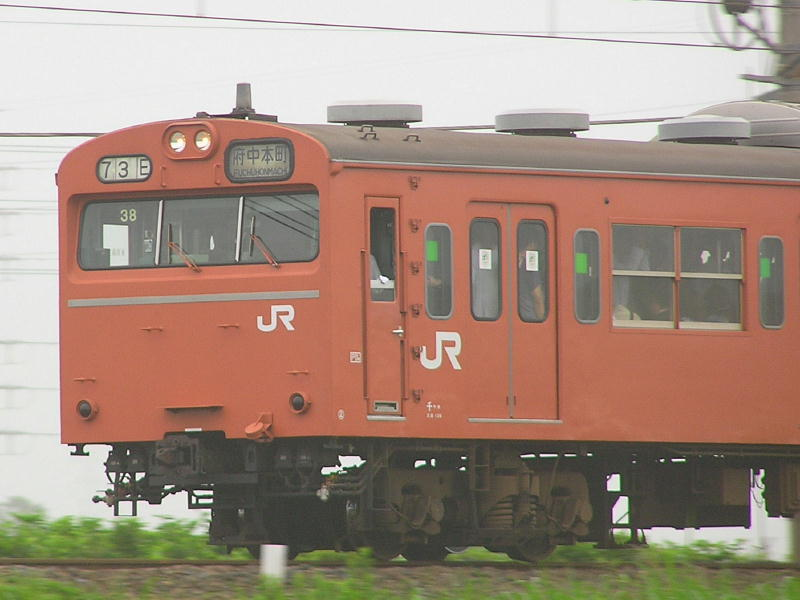
103系（高運転台、非ATC車） 写真の車両はJR西日本に譲渡された[注 11]が、既に廃車となっている。 （2005年6月 東浦和駅付近）
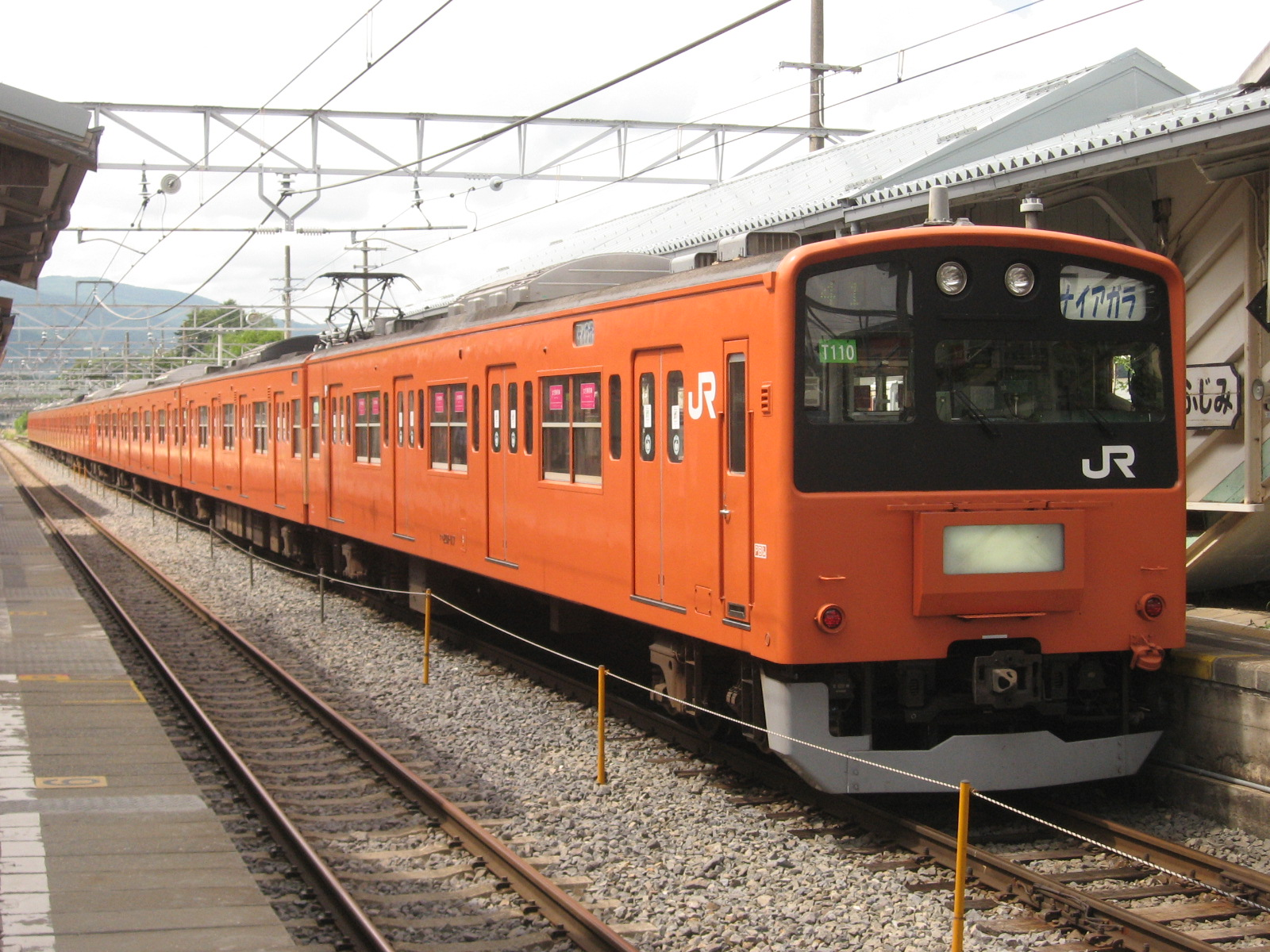
201系 （2007年9月1日 中央本線 信濃境駅）
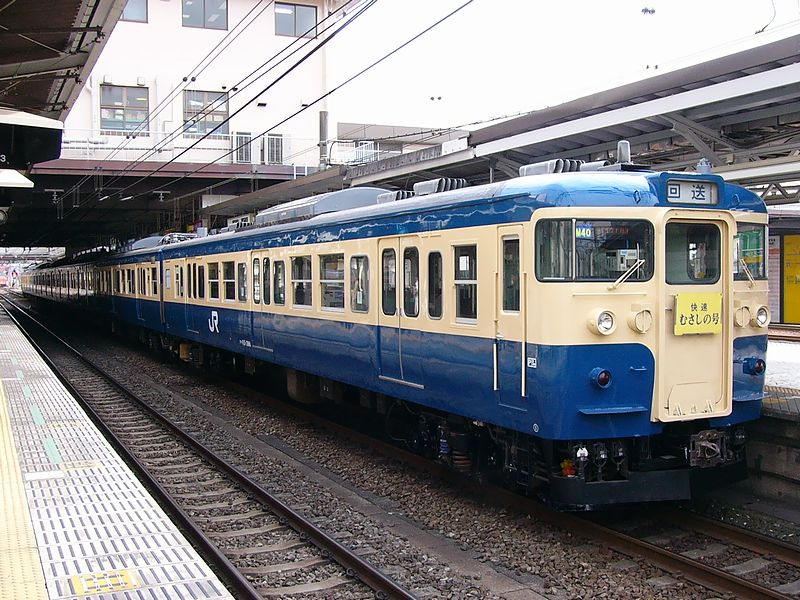
「むさしの号」に使用されていた115系 （2004年3月3日 中央本線 八王子駅）
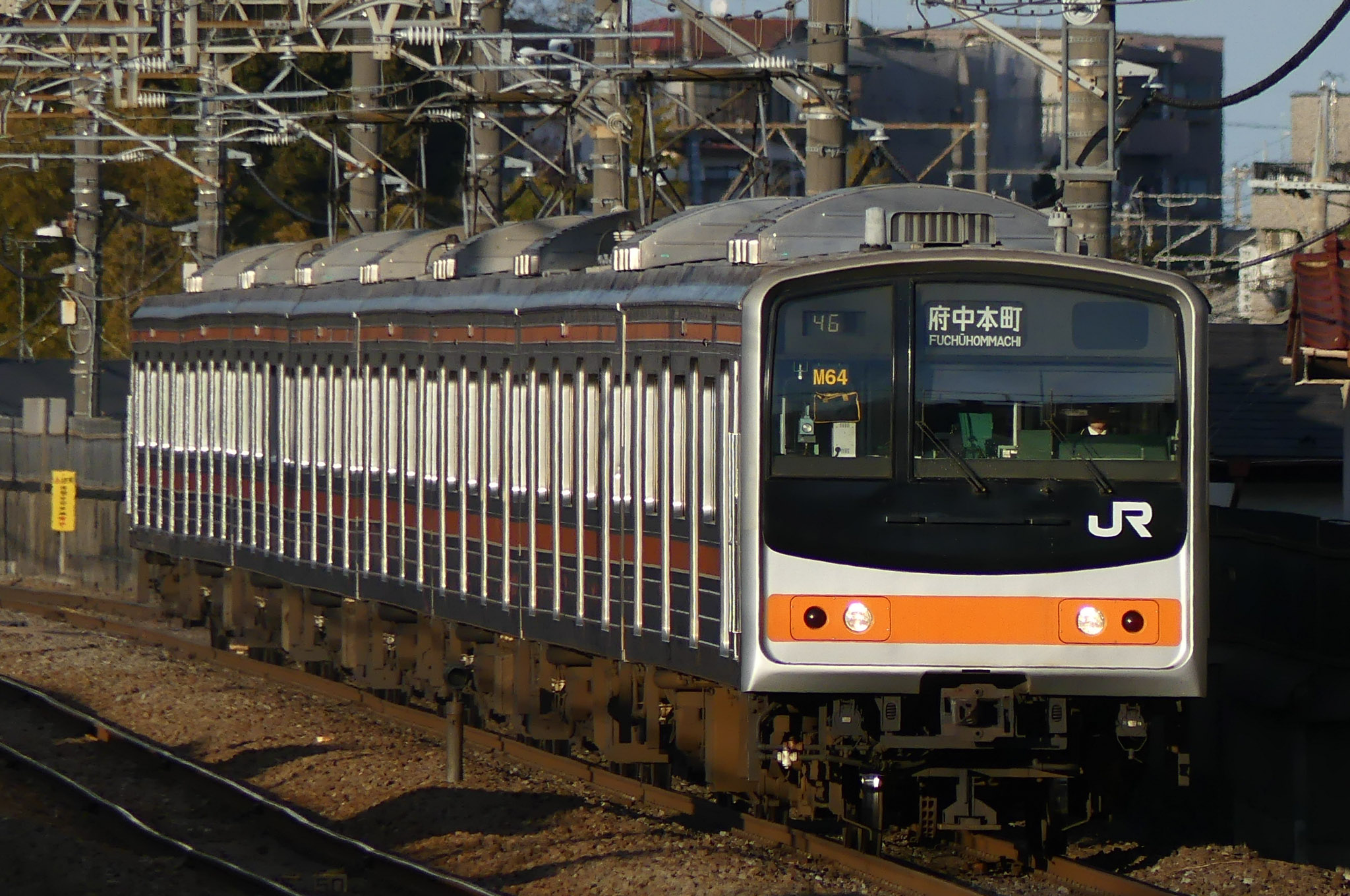
205系0番台 （2018年2月12日 東所沢駅 - 新秋津駅間）
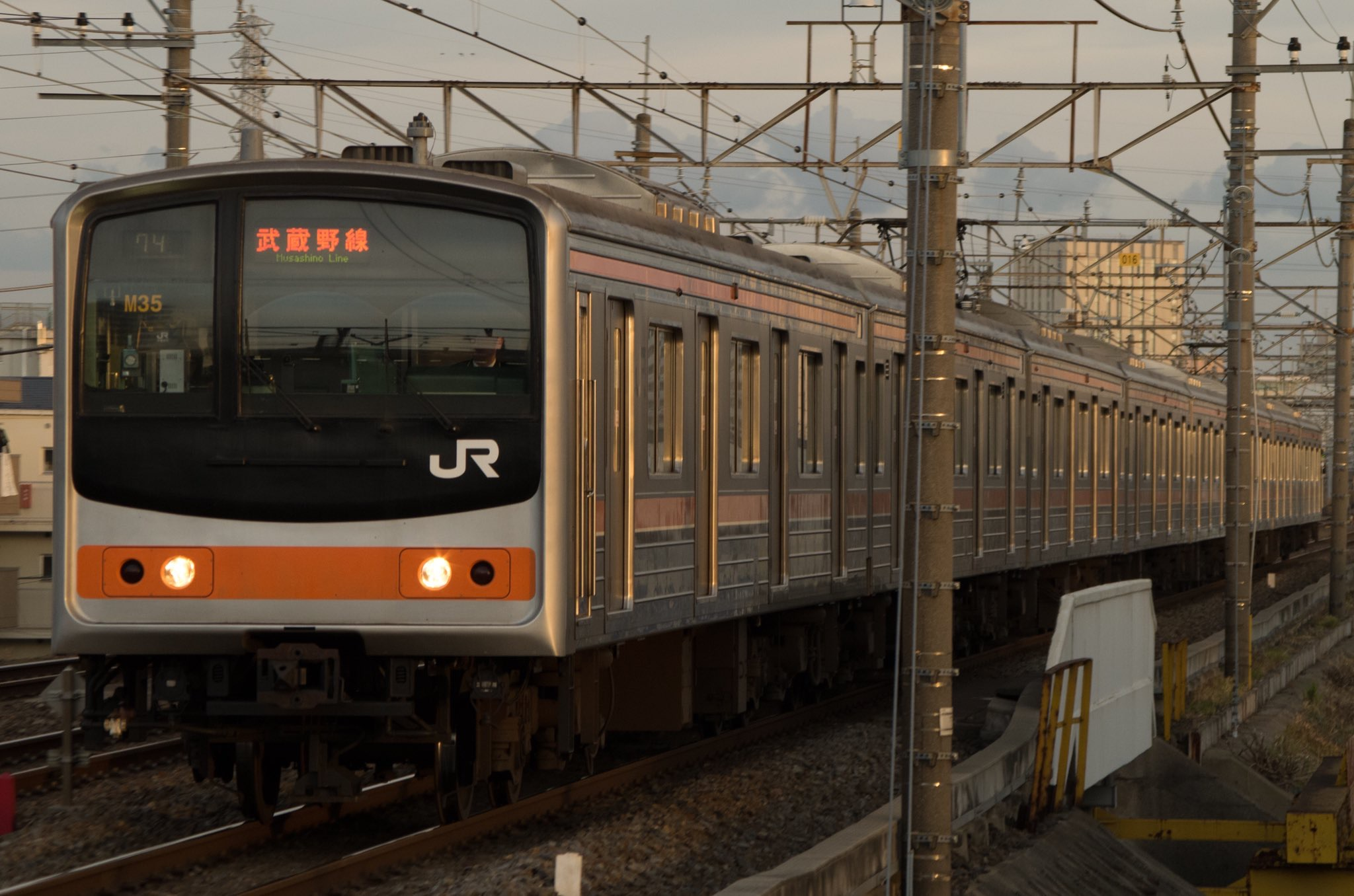
205系5000番台（改造車） （2018年2月11日）
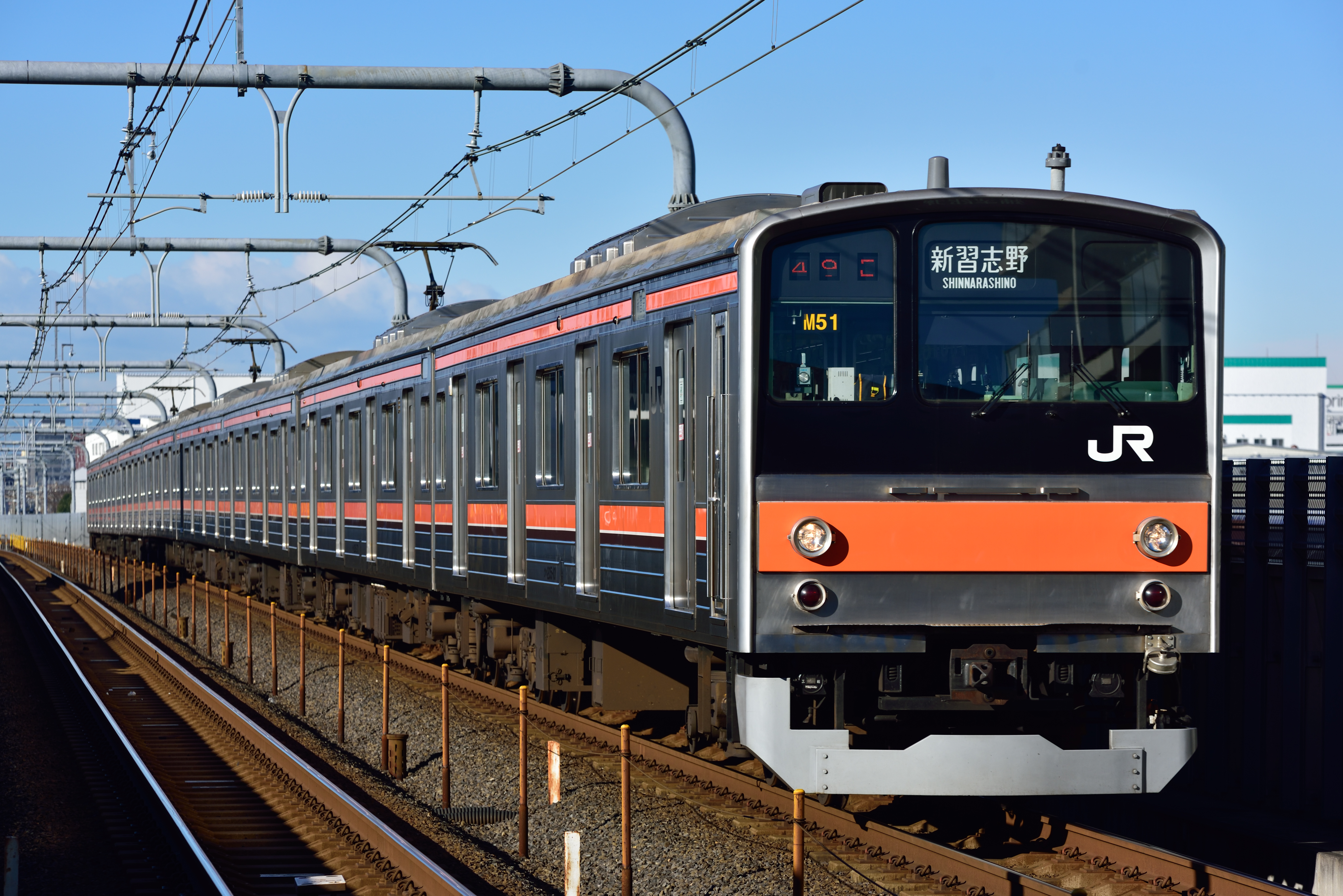
205系0番台（元中原電車区所属） （2017年1月16日 越谷レイクタウン駅）
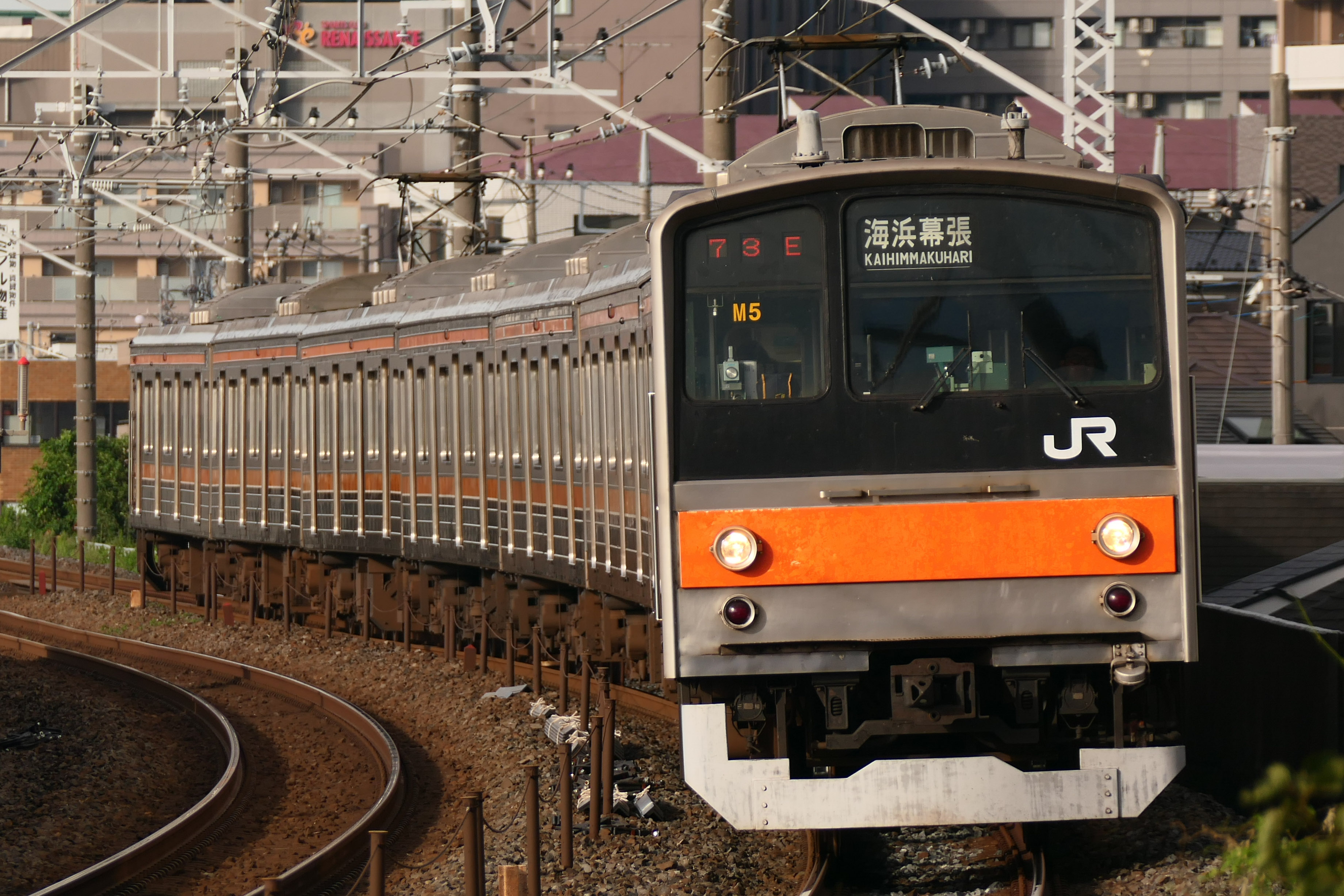
205系5000番台 （2019年9月15日 北朝霞駅 - 西浦和駅間）

## 沿線概況
全線が1970年代の開業であり、踏切はなくカーブ半径も大きめに設計されている。貨物線として計画されたため、府中本町駅と西浦和駅ではポイント通過の際に旅客列車側に速度制限がかかる。
旧来よりの東京都心と郊外を放射状に結ぶ鉄道との乗換駅付近をのぞけば、武蔵野線の沿線は東京のベッドタウンが多く、都心へ向かうほかの路線と乗り継ぐ利用客が多い。旅客駅全26駅中の13駅が乗換駅で、それらの駅では多くの乗客が入れ替わる。当路線は貨物路線として計画された経緯もあり、乗換駅は古くからの行政や商業の中心地を避けて建設されている。武蔵野線の開業以前に優等列車が設定されていた路線では、営団地下鉄東西線（現・東京メトロ東西線）の快速、東武東上線の準急、西武池袋線の準急、中央線の快速を除く全ての優等列車が武蔵野線との乗換駅を通過していた。
沿線開発が進んで利用客が増加したこともあり、1985年に開業した埼京線では開業当初から武蔵浦和駅に全列車が停車し、既存路線でも1997年に東武伊勢崎線の準急が新越谷駅に、1998年に東武東上線の急行が朝霞台駅に停車するようになった。2005年に開業した首都圏新都市鉄道つくばエクスプレスでも開業当初から南流山駅に全列車が停車し、2009年に北総鉄道北総線の特急と急行（のちに京成成田スカイアクセス線のアクセス特急も。ただしスカイライナーは全列車通過）が東松戸駅に停車するようになり、これらの各路線とは乗換時の輸送改善が図られている。2019年には東武東上線が川越市への観光需要を図るために川越特急の運行を開始し、朝霞台駅に停車するようになった。
西武池袋線の快速急行と急行は原則として秋津駅を通過するが、2013年から秩父の観光シーズンに限り、一部の快速急行と急行が臨時停車するようになった。また、西武ドームでの野球等イベント開催時、航空自衛隊入間基地での航空祭開催日11月3日でも、一部の快速急行が快速に種別変更して秋津駅に停車するようになった。
一方、JRの中距離電車が接続する各駅は中距離電車の走行線にホームがないことから現在も全列車が通過する。
京葉線直通区間含む沿線にある公営競技場へ便利な駅が多いため、「ギャンブル線」、「ギャンブルライン」の俗称もみられる。
以下に鶴見駅 - 西船橋駅間全線の線路および沿線の概況について記す。

### 鶴見駅 - 府中本町駅間
鶴見駅を出ると鶴見川を渡り、東海道貨物線と分岐し東海道本線（東海道線、京浜東北線）を乗り越えて左へカーブ。横須賀線線路と並行して北へ進む。右側から南武線支線（尻手短絡線）が合流すると新鶴見信号場（かつての新鶴見操車場）で、付近に横須賀線新川崎駅がある。ここまでは武蔵野線と東海道本線支線（品鶴線）・南武線支線との重複区間で、相鉄・JR直通線や特急「湘南」の一部も経由する。新鶴見信号場を出ると品鶴線と分かれ、武蔵野線は小杉トンネル（延長 5,382 m ）に入り、カーブして西方向へ向かう。武蔵小杉駅直下（ただし東急線の直下であり自社の南武線と横須賀線とは離れている）を通り、第三京浜道路と交差するといったん小杉トンネルを出て、梶ヶ谷貨物ターミナル駅に至る。国道246号（厚木街道）をくぐると再び生田トンネル（延長 10,359 m ・武蔵野線最長のトンネル）に入り北西へ向かい、東急田園都市線宮崎台駅付近・東名高速道路東京料金所・川崎国際生田緑地ゴルフ場・小田急小田原線生田駅付近・日本女子大学西生田キャンパス・よみうりランドの下を抜けて神奈川県から東京都に入る。府中本町駅手前までほとんどトンネル区間であるが、京王相模原線稲城駅付近や都道19号との交差地点でのみ地上を通る。トンネル区間が終わると南武線と並行して多摩川を渡り、中央自動車道をくぐると南武線の上下線に挟まれ、東京競馬場の横を通り府中本町駅に至る。

### 府中本町駅 - 南浦和駅間
この区間のうち府中本町駅付近 - 北朝霞駅付近間では路線名の由来である武蔵野台地上を走行する。
府中本町駅からは旅客営業区間に入る。府中本町駅を出ると、南武線が左へカーブして離れ、武蔵野線はすぐにトンネルに入る。京王線、国道20号（甲州街道）と交差しトンネルを抜けると北府中駅。駅西側は東芝府中事業所と大型オフィス街の府中インテリジェントパーク、東側は府中刑務所がある。府中街道に沿って北上すると中央本線との交点にある西国分寺駅。西武国分寺線との交差地点から小平トンネルに入り、そのトンネル内で国立駅からのむさしの号が走行する中央本線との短絡線（国立支線）が合流。2本の長大トンネルの僅かな合間に新小平駅があり西武多摩湖線青梅街道駅に近接している（乗換案内は無い）。続いて旅客線内最長の東村山トンネルに入り、西武拝島線・西武多摩湖線・西武新宿線と次々に交差する。トンネルから掘割に出るとJR東日本八王子総合訓練センターの線路群横を過ぎ新秋津駅へ。同駅は西武池袋線秋津駅に近接し（乗換案内あり）、武蔵野線から西武池袋線との短絡線が分岐している。ここからは地上を進み、駅間では沿線に畑や森林が目立つ。
埼玉県に入って最初の駅である東所沢駅からは車両基地である東所沢電車区へ引込線が分岐している。この付近から線路は東方向へと変針する。滝の城址公園の南側を走行し柳瀬川を渡ると再び東京都に入り、関越自動車道を跨いで清瀬市旭が丘6丁目付近まで東京都内を走る。再び埼玉県に入るとすぐに本線左側に新座貨物ターミナル駅が広がり、国道254号（川越街道）と交差して旅客駅の新座駅へ向かう。やや北東に変針して工場群の中を進むと、東武東上線朝霞台駅との接続駅である北朝霞駅。東京都水道局朝霞浄水場の脇を過ぎ新河岸川を渡り、荒川橋梁で荒川を渡ると、旅客線沿線で唯一の政令指定都市であるさいたま市に入り、首都高速埼玉大宮線・新大宮バイパス（国道17号）と交差してすぐ西浦和駅に。同駅からは東北本線への短絡線（大宮支線）が分岐、むさしの号は同線を走行し大宮駅へと向かう。さらに、本線が東方向へ変針するのと同じく、大宮駅からのしもうさ号が走行する東北本線の短絡線（西浦和支線）が合流、東北新幹線・埼京線の高架線をくぐると埼京線との接続駅武蔵浦和駅へ。この付近の沿線はほとんどが住宅街となっている。国道17号（中山道）を跨ぎトンネルで大宮台地を抜けると、東北本線（湘南新宿ライン、宇都宮線・高崎線、京浜東北線）との交差地点にある南浦和駅。ただし同駅からは京浜東北線のみの乗り換えとなる（他線にはホームが設置されておらず同駅は通過する）。

### 南浦和駅 - 西船橋駅間
南浦和駅を出ると掘割を進み、東浦和駅へ。広大な見沼田んぼ（蓮見新田・下山口新田）の田園地帯を抜けて東北自動車道を跨ぐとさいたま市を出て、埼玉高速鉄道線（埼玉スタジアム線）が接続する東川口駅。続いて真東へ変針し、東武伊勢崎線（東武スカイツリーライン）新越谷駅と交差する南越谷駅に至る。同駅を出ると越谷貨物ターミナル駅が左側に広がり、周辺は物流センターの倉庫群が並ぶ。次は越谷レイクタウン駅で、周辺はイオンレイクタウンをはじめとしたイオングループの商業施設が建てられている。国道4号（東埼玉道路）と交差し中川を渡ると吉川駅。ここから南東に進路を変える。吉川駅を過ぎると右側は武蔵野操車場の跡地となるが、新駅・吉川美南駅や、新三郷駅付近の商業施設が建設されるなどの再開発が行われている。常磐自動車道を跨いで操車場跡地が終わると三郷駅。同駅の先で江戸川を渡り、埼玉県から千葉県に移る。同県最初の駅である南流山駅で地下駅のつくばエクスプレスと接続。その先で常磐線への短絡線（北小金支線・馬橋支線）が分岐する。馬橋支線と流鉄流山線を跨いだ後、常磐線（常磐快速線、常磐緩行線）との交差地点にある新松戸駅に至る。同駅の常磐線ホームは緩行線のみにある。また同駅付近に流鉄流山線の幸谷駅がある。
新松戸駅を出て国道6号（水戸街道）と交差すると南南東へ変針し、掘割に入り、京成松戸線との接続駅・新八柱駅へ。東京都立八柱霊園の西側を過ぎ、北総線および成田スカイアクセス線が接続する東松戸駅。続いて田園地帯の中を進み市川大野駅、中山競馬場最寄り駅の船橋法典駅に。南南西へ変針し海軍無線電信所船橋送信所跡地をかすめた後京成本線を跨ぎ、総武本線（総武快速線、総武緩行線）との交差地点にある武蔵野線の終点・西船橋駅に至る。同駅においても総武線側は緩行線にのみホームがある。東京メトロ東西線および東葉高速線が接続する。同駅より先は京葉線となり、東京駅方面および南船橋駅方面に線路が分岐している。

## 武蔵野南線の建設
鶴見駅 - 府中本町駅間の武蔵野南線を建設する際、南武線に並行して新線を建設する案と別線を建設する案が検討されたが、南武線に並行する新線では急曲線が多いこと、踏切の高架化工事・市街地の用地買収など建設の難航が予想されることから、別線を建設する現行路線の案が採用された。この区間は、やや遅い1970年（昭和45年）2月2日に建設工事に着手した。武蔵野南線（鶴見 - 府中本町間）の建設に要した費用は約540億円である。
武蔵野南線の小杉トンネル・生田トンネルや武蔵野線の府中トンネル（府中本町 - 北府中間・860 m）・小平トンネル・東村山トンネルは長大トンネル構造であり、安全設備としてトンネル支障報知装置を設置している。これは事故や火災が発生した際、300 - 500 m 間隔にある押しボタンを操作することで、特殊信号発光機、警報表示器や停止信号を現示させることで、周辺の列車の進入を防ぐシステムとなっている。

## 武蔵野南線の旅客化計画
武蔵野南線は、交差する各線の既設駅の近くを通過しているが、ごくわずかの臨時列車運行を除けば旅客化されていない。
以前は川崎市内の並行するルートに川崎縦貫高速鉄道線（通称・川崎地下鉄）が計画されており、1985年の運輸政策審議会答申第7号では武蔵野南線の旅客線化を含む川崎駅 - 新川崎駅 - 府中本町駅間の路線整備を答申した。しかし貨物輸送を重視するJR東日本・JR貨物の反対、多数の貨物列車運行を継続しながらトンネル内に駅を設置する工事の困難性などから、計画を推進する川崎市が武蔵野南線の利用を断念して市営地下鉄方式による独自の鉄道整備を判断した経緯がある。2000年の運輸政策審議会答申第18号では武蔵野南線の旅客化計画は削除された。
その川崎縦貫高速鉄道も川崎市の財政難と採算性の問題を理由に2015年に計画が休止、2018年には廃止され、6両編成でラッシュ時の混雑率が高いJR南武線のみが川崎市内の南北を結ぶ唯一の鉄道という状況が続いている。

## データ

### 路線データ
- 管轄（事業種別）・区間（営業キロ）
  - 東日本旅客鉄道（第一種鉄道事業者）
    - 鶴見駅 - 西船橋駅間 100.6km
      - 鶴見駅 - 新鶴見信号場間（3.9km）は東海道本線支線（通称・品鶴線）と重複。定期旅客列車が設定されているのは府中本町駅 - 西船橋駅間（71.8km）のみ

    - 新小平駅 - 国立駅間：営業キロ設定なし
    - 西浦和駅 - 与野駅間 4.9km
    - 武蔵浦和駅 - 別所信号場間：営業キロ設定なし
    - 南流山駅 - 北小金駅間：営業キロ設定なし
    - 南流山駅 - 馬橋駅間：営業キロ設定なし

  - 日本貨物鉄道（第二種鉄道事業者）
    - 鶴見駅 - 西船橋駅間 100.6km
    - 新秋津駅 - 日本国有鉄道線・西武鉄道株式会社線分界点間 （1.6km）：第一種鉄道事業者・第二種鉄道事業者ともキロ設定なし（キロ程は国鉄時代のもの）
    - 新小平駅 - 国立駅間 5.0km
    - 西浦和駅 - 与野駅間 4.9km
    - 武蔵浦和駅 - 別所信号場間：営業キロ設定なし
    - 南流山駅 - 北小金駅間 2.9km
    - 南流山駅 - 馬橋駅間 3.7km
- 建設主体：日本鉄道建設公団（現・独立行政法人 鉄道建設・運輸施設整備支援機構）
- 軌間：1067mm
- 駅数（西船橋駅含む 支線の駅および鶴見駅を除く）：29
  - 旅客駅：26
    - 武蔵野線所属の旅客駅に限定する場合、南武線所属の府中本町駅、中央本線所属の西国分寺駅、東北本線所属の武蔵浦和駅・南浦和駅、常磐線所属の新松戸駅、総武本線所属の西船橋駅の6駅[56]を除外した20駅となる。

  - 貨物駅：3
- 複線区間：西国分寺駅 - 国立連絡線間を除く全線。
- 電化区間：全線（直流1500V）
- 閉塞方式：複線自動閉塞式
- 保安装置
  - ATS-P（府中本町駅 - 西船橋駅間[2]
  - ATS-SN（鶴見駅 - 府中本町駅間[2]）
- 表定速度：55.2km/h
- 最高速度：95km/h
- 運転指令所：東京総合指令室（武蔵野指令）
- 列車運行管理システム：新鶴見信号場 - 西船橋駅間 東京圏輸送管理システム（ATOS）[注 17]
- 車両基地所在駅：京葉線新習志野駅（京葉車両センター）
- 大都市近郊区間（旅客営業規則による）：府中本町駅 - 西船橋駅間
- IC乗車カード対応区間：府中本町駅 - 西船橋駅間（Suica首都圏エリア）

東日本旅客鉄道の支社ごとの管轄は次のようになっている。
- 鶴見駅 - 梶ヶ谷貨物ターミナル駅間[注 18]：横浜支社
- 府中本町駅[注 18] - 新座駅間：八王子支社
- 北朝霞駅[注 19] - 三郷駅[注 20]間 ：大宮支社
- 南流山駅[注 20] - 新松戸駅[注 21]間：首都圏本部
- 新八柱駅[注 21] - 西船橋駅間：千葉支社

### 利用状況
2023年度の最混雑区間（東浦和 → 南浦和間）の混雑率は152%である。2002年度以前は当該区間の混雑率が210%を越えており、埼玉県内のみならず首都圏の鉄道路線でも屈指の混雑区間であった。2012年度にかけてラッシュ時の増発が行われ、2020年度にかけて全編成が広幅車体に置き換えられたことにより、以前より混雑は緩和されている。輸送人員は2013年度をピークに減少に転じ、2015年度に混雑率が180%を下回った。
東京の外環状線として多数の乗換路線と接続する当路線は短距離利用者が多く、ラッシュ時の混雑区間が多岐にわたる。2001年度の一日平均通過人員は東浦和 - 南浦和間が最も多く、195,270人である。次いで武蔵浦和 - 西浦和間は165,109人、東川口 - 東浦和間は163,355人であり、さいたま市を横断する区間の通過人員が多い。一方で京葉線と直通していることから千葉県区間は郊外路線としての性質も併せ持ち、西船橋 - 船橋法典間は160,313人であるが、埼玉県との県境を跨ぐ南流山 - 三郷間で105,619人まで下がる。南流山 - 南越谷間は全体的に通過人員が少ないが、現在は越谷レイクタウンと吉川美南がこの区間に開業している。多摩地域は西国分寺を境に通過人員が下がり、最も少なくなるのは北府中 - 府中本町間の69,374人である。

#### 混雑率の推移
近年の混雑率の推移は以下のとおりである。
| 年度               | 最混雑区間（東浦和 → 南浦和間）輸送実績 | 最混雑区間（東浦和 → 南浦和間）輸送実績 | 最混雑区間（東浦和 → 南浦和間）輸送実績 | 最混雑区間（東浦和 → 南浦和間）輸送実績 | 特記事項                                                        |
| 年度               | 運転本数：本                            | 輸送力：人                              | 輸送量：人                              | 混雑率：%                               | 特記事項                                                        |
| ------------------ | --------------------------------------- | --------------------------------------- | --------------------------------------- | --------------------------------------- | --------------------------------------------------------------- |
| 1973年（昭和48年） | 4                                       | 3,360                                   | 3,840                                   | 114                                     | 最混雑区間は新小平→西国分寺間                                   |
| 1974年（昭和49年） | 4                                       | 3,360                                   | 3,920                                   | 117                                     |                                                                 |
| 1975年（昭和50年） | 4                                       | 3,360                                   | 3,930                                   | 117                                     |                                                                 |
| 1976年（昭和51年） | 4                                       | 3,360                                   | 4,100                                   | 122                                     |                                                                 |
| 1977年（昭和52年） | 4                                       | 3,360                                   | 4,200                                   | 125                                     |                                                                 |
| 1978年（昭和53年） | 4                                       | 3,360                                   | 6,000                                   | 179                                     |                                                                 |
| 1979年（昭和54年） | 4                                       | 3,360                                   | 7,060                                   | 210                                     |                                                                 |
| 1980年（昭和55年） | 4                                       | 3,360                                   | 7,540                                   | 224                                     |                                                                 |
| 1981年（昭和56年） | 4                                       | 3,360                                   | 8,100                                   | 240                                     |                                                                 |
| 1982年（昭和57年） | 4                                       | 3,360                                   | 8,830                                   | 263                                     |                                                                 |
| 1983年（昭和58年） | 4                                       | 3,360                                   | 8,950                                   | 266                                     |                                                                 |
| 1984年（昭和59年） | 4                                       | 3,360                                   | 9,260                                   | 276                                     | 1985年3月14日、新三郷駅開業                                     |
| 1985年（昭和60年） | 6                                       | 5,040                                   | 13,470                                  | 267                                     | 1985年9月30日、武蔵浦和駅開業 最混雑区間を東浦和→南浦和間に変更 |
| 1987年（昭和62年） | 7                                       | 5,880                                   | 15,600                                  | 265                                     |                                                                 |
| 1988年（昭和63年） | 9                                       | 7,560                                   | 16,780                                  | 222                                     | 1988年12月1日、京葉線との直通運転開始                           |
| 1989年（平成元年） | 10                                      | 8,400                                   | 17,000                                  | 202                                     |                                                                 |
| 1990年（平成02年） | 10                                      | 8,400                                   | 21,000                                  | 250                                     |                                                                 |
| 1991年（平成03年） | 11                                      | 9,240                                   | 23,900                                  | 259                                     |                                                                 |
| 1992年（平成04年） | 11                                      | 11,760                                  | 24,860                                  | 211                                     |                                                                 |
| 1993年（平成05年） | 11                                      | 11,760                                  | 26,030                                  | 221                                     |                                                                 |
| 1994年（平成06年） | 11                                      | 12,320                                  | 26,900                                  | 218                                     |                                                                 |
| 1995年（平成07年） | 11                                      | 12,320                                  | 26,900                                  | 218                                     |                                                                 |
| 1996年（平成08年） | 11                                      | 12,320                                  | 26,940                                  | 219                                     |                                                                 |
| 1997年（平成09年） | 11                                      | 12,320                                  | 26,910                                  | 218                                     | 1998年3月14日、東松戸駅開業                                     |
| 1998年（平成10年） | 11                                      | 12,320                                  | 27,180                                  | 221                                     |                                                                 |
| 1999年（平成11年） | 11                                      | 12,320                                  | 27,210                                  | 221                                     |                                                                 |
| 2000年（平成12年） | 11                                      | 12,320                                  | 27,830                                  | 226                                     | 2001年3月28日、埼玉高速鉄道線開業                               |
| 2001年（平成13年） | 12                                      | 13,440                                  | 28,630                                  | 213                                     |                                                                 |
| 2002年（平成14年） | 12                                      | 13,440                                  | 28,980                                  | 216                                     |                                                                 |
| 2003年（平成15年） | 13                                      | 14,560                                  | 28,960                                  | 199                                     |                                                                 |
| 2004年（平成16年） | 13                                      | 14,560                                  | 29,050                                  | 200                                     |                                                                 |
| 2005年（平成17年） | 13                                      | 14,560                                  | 29,210                                  | 201                                     | 2005年8月24日、 首都圏新都市鉄道つくばエクスプレス開業          |
| 2006年（平成18年） | 13                                      | 14,560                                  | 29,410                                  | 202                                     |                                                                 |
| 2007年（平成19年） | 14                                      | 15,680                                  | 29,680                                  | 189                                     | 2008年3月15日、越谷レイクタウン駅開業                           |
| 2008年（平成20年） | 14                                      | 15,680                                  | 29,860                                  | 190                                     |                                                                 |
| 2009年（平成21年） | 14                                      | 15,680                                  | 29,690                                  | 189                                     |                                                                 |
| 2010年（平成22年） | 14                                      | 15,680                                  | 29,710                                  | 189                                     |                                                                 |
| 2011年（平成23年） | 14                                      | 15,680                                  | 29,320                                  | 187                                     | 2012年3月17日、吉川美南駅開業                                   |
| 2012年（平成24年） | 15                                      | 16,800                                  | 30,660                                  | 183                                     |                                                                 |
| 2013年（平成25年） | 15                                      | 16,800                                  | 30,830                                  | 184                                     |                                                                 |
| 2014年（平成26年） | 15                                      | 16,800                                  | 30,560                                  | 182                                     |                                                                 |
| 2015年（平成27年） | 15                                      | 16,800                                  | 29,400                                  | 175                                     |                                                                 |
| 2016年（平成28年） | 15                                      | 16,800                                  | 29,290                                  | 174                                     |                                                                 |
| 2017年（平成29年） | 15                                      | 16,800                                  | 28,490                                  | 170                                     |                                                                 |
| 2018年（平成30年） | 15                                      | 16,992                                  | 29,430                                  | 173                                     |                                                                 |
| 2019年（令和元年） | 14                                      | 16,576                                  | 27,450                                  | 166                                     |                                                                 |
| 2020年（令和02年） | 14                                      | 16,576                                  | 22,290                                  | 134                                     |                                                                 |
| 2021年（令和03年） | 14                                      | 16,576                                  | 22,770                                  | 137                                     |                                                                 |
| 2022年（令和04年） | 14                                      | 16,576                                  | 24,520                                  | 148                                     |                                                                 |
| 2023年（令和05年） | 14                                      | 16,576                                  | 25,200                                  | 152                                     |                                                                 |

#### 平均通過人員
各年度の平均通過人員・旅客運輸収入は以下のとおりである。
| 年度                   | 平均通過人員（人/日）           | 平均通過人員（人/日） | 旅客運輸収入（百万円） | 出典          |
| 年度                   | 鶴見 - 西船橋（東浦和経由）など | 府中本町 - 西船橋     | 旅客運輸収入（百万円） | 出典          |
| ---------------------- | ------------------------------- | --------------------- | ---------------------- | ------------- |
| 1987年度（昭和62年度） | 47,090                          | 79,491                |                        | [ 65 ]        |
| 1992年度（平成04年度） | 77,899                          | 114,463               |                        | [ 65 ]        |
| 1997年度（平成09年度） | 86,783                          | 127,517               |                        | [ 65 ]        |
| 2002年度（平成14年度） | 90,726                          | 133,310               |                        | [ 65 ]        |
| 2007年度（平成19年度） | 97,175                          | 142,784               |                        | [ 65 ]        |
| 2008年度（平成20年度） | 99,750                          | 99,750                |                        | [ 66 ]        |
| 2009年度（平成21年度） | 100,938                         | 148,316               |                        | [ 67 ]        |
| 2010年度（平成22年度） | 101,685                         | 149,414               |                        | [ 67 ]        |
| 2011年度（平成23年度） | 103,236                         | 151,691               |                        | [ 67 ]        |
| 2012年度（平成24年度） | 105,537                         | 155,074               |                        | [ 67 ]        |
| 2013年度（平成25年度） | 108,339                         | 159,189               |                        | [ 67 ]        |
| 2014年度（平成26年度） | 108,086                         | 158,817               |                        | [ 68 ]        |
| 2015年度（平成27年度） | 111,377                         | 163,652               |                        | [ 69 ]        |
| 2016年度（平成28年度） | 112,543                         | 165,367               | 42,223                 | [ 70 ] [ 71 ] |
| 2017年度（平成29年度） | 114,143                         | 167,717               | 42,895                 | [ 72 ] [ 71 ] |
| 2018年度（平成30年度） | 114,847                         | 168,752               | 43,177                 | [ 73 ]        |
| 2019年度（令和元年度） | 114,006                         | 167,516               | 42,542                 | [ 74 ]        |
| 2020年度（令和02年度） | 83,503                          | 122,695               | 30,062                 | [ 71 ]        |
| 2021年度（令和03年度） | 93,222                          | 136,977               | 34,396                 | [ 75 ]        |
| 2022年度（令和04年度） | 101,794                         | 149,572               | 38,097                 | [ 76 ]        |
| 2023年度（令和05年度） | 107,019                         | 157,250               | 41,661                 | [ 77 ]        |

## 駅一覧
以下では、武蔵野線内の駅・信号場、接続路線、所在地などを一覧表として記す。
- （貨）：貨物専用駅
- 停車駅
  - 各駅停車：全旅客駅に停車
  - 「むさしの」・「しもうさ」：「むさしの号」・「しもうさ号」参照
- 接続路線 ： 旅客営業区間（府中本町駅 - 西船橋駅間）の東日本旅客鉄道の路線名は、貨物線を除き、運転系統上の名称（正式路線名とは異なる）。駅名が異なる場合は⇒印で駅名を示す。
- 駅番号は、京葉線東京方面からの通し番号となっている。

### 本線

#### 鶴見駅 - 府中本町駅間
| 駅名・信号場名               | 駅間 営業キロ | 累計 営業キロ | 接続路線                                                               | 所在地        | 所在地        | 所在地        |        |
| ---------------------------- | ------------- | ------------- | ---------------------------------------------------------------------- | ------------- | ------------- | ------------- | ------ |
| 鶴見駅                       | -             | 0.0           | 東日本旅客鉄道：東海道本線本線・貨物支線（東海道貨物線・高島線）       | 神奈川県      | 横浜市 鶴見区 | 横浜市 鶴見区 |        |
| 新鶴見信号場                 | 3.9           | 3.9           | 東日本旅客鉄道：東海道本線支線（品鶴線）・南武線貨物支線（尻手短絡線） | 神奈川県      | 川崎市        | 幸区          |        |
| （貨）梶ヶ谷貨物ターミナル駅 | 8.8           | 12.7          |                                                                        | 神奈川県      | 川崎市        | 宮前区        | 宮前区 |
| 府中本町駅                   | 16.1          | 28.8          | 東日本旅客鉄道： 南武線 (JN 20)                                        | 東京都 府中市 | 東京都 府中市 | 東京都 府中市 |        |

#### 府中本町駅 - 西船橋駅間
| 駅番号 | 駅名                       | 駅間 営業キロ | 累計 営業キロ | 累計 営業キロ | 接続路線 | 所在地 | 所在地     | 所在地   |
| 駅番号 | 駅名                       | 駅間 営業キロ | 府中本町 から | 鶴見 から     | 接続路線 | 所在地 | 所在地     | 所在地   |
| ------ | -------------------------- | ------------- | ------------- | ------------- | --- | ------ | ---------- | -------- |
| JM 35  | 府中本町駅                 | -             | 0.0           | 28.8          | 東日本旅客鉄道： 南武線 (JN 20) | 東京都 | 府中市     | 府中市   |
| JM 34  | 北府中駅                   | 1.7           | 1.7           | 30.5          | | 東京都 | 府中市     | 府中市   |
| JM 33  | 西国分寺駅                 | 2.2           | 3.9           | 32.7          | 東日本旅客鉄道： 中央線 (JC 17) | 東京都 | 国分寺市   | 国分寺市 |
| JM 32  | 新小平駅                   | 3.5           | 7.4           | 36.2          | 東日本旅客鉄道：武蔵野線国立支線 | 東京都 | 小平市     | 小平市   |
| JM 31  | 新秋津駅                   | 5.6           | 13.0          | 41.8          | 西武鉄道： 池袋線 ⇒秋津駅（SI16） | 東京都 | 東村山市   | 東村山市 |
| JM 30  | 東所沢駅                   | 2.7           | 15.7          | 44.5          | | 埼玉県 | 所沢市     | 所沢市   |
| -      | （貨）新座貨物ターミナル駅 | 3.7           | 19.4          | 48.2          | | 埼玉県 | 新座市     | 新座市   |
| JM 29  | 新座駅                     | 0.3           | 19.7          | 48.5          | | 埼玉県 | 新座市     | 新座市   |
| JM 28  | 北朝霞駅                   | 3.1           | 22.8          | 51.6          | 東武鉄道： 東上線 ⇒朝霞台駅（TJ-13） | 埼玉県 | 朝霞市     | 朝霞市   |
| JM 27  | 西浦和駅                   | 5.0           | 27.8          | 56.6          | 東日本旅客鉄道：武蔵野線大宮支線 | 埼玉県 | さいたま市 | 桜区     |
| JM 26  | 武蔵浦和駅                 | 2.0           | 29.8          | 58.6          | 東日本旅客鉄道： 埼京線 (JA 21)・武蔵野線西浦和支線                                                                                                 | 埼玉県 | さいたま市 | 南区     |
| JM 25  | 南浦和駅                   | 1.9           | 31.7          | 60.5          | 東日本旅客鉄道： 京浜東北線 (JK 42) | 埼玉県 | さいたま市 | 南区     |
| JM 24  | 東浦和駅                   | 3.7           | 35.4          | 64.2          | | 埼玉県 | さいたま市 | 緑区     |
| JM 23  | 東川口駅                   | 3.8           | 39.2          | 68.0          | 埼玉高速鉄道： 埼玉高速鉄道線（埼玉スタジアム線） (SR25)                                                                                            | 埼玉県 | 川口市     | 川口市   |
| JM 22  | 南越谷駅                   | 4.3           | 43.5          | 72.3          | 東武鉄道： 伊勢崎線（東武スカイツリーライン） ⇒新越谷駅（TS-20）                                                                                    | 埼玉県 | 越谷市     | 越谷市   |
| -      | （貨）越谷貨物ターミナル駅 | 0.4           | 43.9          | 72.7          | | 埼玉県 | 越谷市     | 越谷市   |
| JM 21  | 越谷レイクタウン駅         | 2.4           | 46.3          | 75.1          | | 埼玉県 | 越谷市     | 越谷市   |
| JM 20  | 吉川駅                     | 1.9           | 48.2          | 77.0          | | 埼玉県 | 吉川市     | 吉川市   |
| JM 19  | 吉川美南駅                 | 1.6           | 49.8          | 78.6          | | 埼玉県 | 吉川市     | 吉川市   |
| JM 18  | 新三郷駅                   | 1.5           | 51.3          | 80.1          | | 埼玉県 | 三郷市     | 三郷市   |
| JM 17  | 三郷駅                     | 2.1           | 53.4          | 82.2          | | 埼玉県 | 三郷市     | 三郷市   |
| JM 16  | 南流山駅                   | 2.0           | 55.4          | 84.2          | 首都圏新都市鉄道： つくばエクスプレス (TX10) 東日本旅客鉄道：武蔵野線北小金支線・武蔵野線馬橋支線                                                   | 千葉県 | 流山市     | 流山市   |
| JM 15  | 新松戸駅                   | 2.1           | 57.5          | 86.3          | 東日本旅客鉄道： 常磐線（各駅停車）(JL 25) | 千葉県 | 松戸市     | 松戸市   |
| JM 14  | 新八柱駅                   | 4.1           | 61.6          | 90.4          | 京成電鉄： 松戸線 ⇒八柱駅（KS84） | 千葉県 | 松戸市     | 松戸市   |
| JM 13  | 東松戸駅                   | 2.4           | 64.0          | 92.8          | 北総鉄道： 北総線 (HS05) 京成電鉄： 成田空港線（成田スカイアクセス線）                                                                              | 千葉県 | 松戸市     | 松戸市   |
| JM 12  | 市川大野駅                 | 1.9           | 65.9          | 94.7          | | 千葉県 | 市川市     | 市川市   |
| JM 11  | 船橋法典駅                 | 3.0           | 68.9          | 97.7          | | 千葉県 | 船橋市     | 船橋市   |
| JM 10  | 西船橋駅                   | 2.9           | 71.8          | 100.6         | 東日本旅客鉄道：■京葉線（東京駅及び海浜幕張駅まで直通運転）・ 総武線（各駅停車）(JB 30) 東京地下鉄： 東西線 (T-23) 東葉高速鉄道： 東葉高速線 (TR01) | 千葉県 | 船橋市     | 船橋市   |

- 2022年度の時点で、上記全駅がJR東日本自社による乗車人員集計[81]の対象となっている。
- 貨物列車待避用の長大な中線を設置したことや、トンネルに隣接しているなどの理由で、相対式ホームとなっている旅客駅が多い。
- 駅番号は直通運転先である京葉線の東京方面と連続した番号が付与されており、西船橋から起点側に向かって昇順となっている。

### 支線
いずれも貨物支線であるが、旅客列車も運行される。路線名称は全て通称。接続路線は全て東日本旅客鉄道の路線。
| 駅名・信号場名                                                   | 営業キロ | 接続路線                          | 所在地               | 所在地               |
| ---------------------------------------------------------------- | -------- | --------------------------------- | -------------------- | -------------------- |
| 国立支線（JR貨物のみ営業キロ設定。旅客営業は西国分寺駅経由扱い） |          |                                   |                      |                      |
| 新小平駅                                                         | 0.0      | 武蔵野線（本線 西船橋駅方面）     | 東京都               | 小平市               |
| 国立駅                                                           | 5.0      | 中央本線（八王子駅方面）          | 東京都               | 国立市               |
| 大宮支線（旅客運賃・料金は原則として南浦和駅経由で計算）         |          |                                   |                      |                      |
| 西浦和駅                                                         | 0.0      | 武蔵野線（本線 鶴見駅方面）       | 埼玉県さいたま市     | 桜区                 |
| （別所信号場）                                                   | 1.3      | 武蔵野線西浦和支線                | 埼玉県さいたま市     | 南区                 |
| 与野駅                                                           | 4.9      | 東北本線（東北貨物線 大宮駅方面） | 埼玉県さいたま市     | 浦和区               |
| 西浦和支線（営業キロ設定なし）                                   |          |                                   |                      |                      |
| 武蔵浦和駅                                                       | -        | 武蔵野線（本線 西船橋駅方面）     | 埼玉県さいたま市南区 | 埼玉県さいたま市南区 |
| （別所信号場）                                                   | -        | 武蔵野線大宮支線                  | 埼玉県さいたま市南区 | 埼玉県さいたま市南区 |
| 北小金支線（JR貨物のみ営業キロ設定。旅客営業は新松戸駅経由扱い） |          |                                   |                      |                      |
| 南流山駅                                                         | 0.0      | 武蔵野線（本線 鶴見駅方面）       | 千葉県               | 流山市               |
| 北小金駅                                                         | 2.9      | 常磐線（取手駅方面）              | 千葉県               | 松戸市               |
| 馬橋支線（JR貨物のみ営業キロ設定。旅客営業は新松戸駅経由扱い）   |          |                                   |                      |                      |
| 南流山駅                                                         | 0.0      | 武蔵野線（本線 鶴見駅方面）       | 千葉県               | 流山市               |
| 馬橋駅                                                           | 3.7      | 常磐線（三河島駅方面）            | 千葉県               | 松戸市               |

### 廃止区間
( )内の数字は起点からの営業キロ
下河原線
北府中駅 (0.0km) -（貨）下河原駅 (3.8km)
貨物支線
（貨）梶ヶ谷貨物ターミナル駅 (0.0km) - 新鶴見信号場 (8.8km) - 尻手駅 (10.3km)
- 営業キロ設定のみ廃止。

秋津支線
新秋津駅 (0.0km) - 日本国有鉄道線・西武鉄道株式会社線分界点 (1.6km) …所沢駅 (3.2km)
- 営業キロ設定のみ廃止。西武鉄道の車両の甲種車両輸送時に使用される。

### 廃止操車場・信号場
( )内の数字は府中本町駅からの営業キロ。
- 新鶴見操車場：信号場に変更され新鶴見信号場となった。
- 田島信号場：西浦和 - 南浦和間の西浦和支線合流地点、現在の武蔵浦和駅。
- 武蔵野操車場：吉川 - 新三郷間 (50.3km)

## 新駅設置構想および計画
千葉県内では、松戸市が、新松戸駅 - 新八柱駅間（松戸市千駄堀）に千駄堀駅（仮称）の設置計画を持っている。また埼玉県内では、北朝霞駅 - 西浦和駅間で新駅を設置する構想や、南浦和駅 - 東浦和駅間に新駅を設置する構想がある。
この他、東京都の新小平駅 - 新秋津駅間にも、新駅を設置する構想がある。